# اعتراضات ۲۵ بهمن
اعتراضات ۲۵ بهمن، مجموعه تظاهرات‌هایی در شهرهای مختلف ایران از ۲۵ بهمن ۱۳۸۹ تا ۲۵ بهمن ۱۳۹۰ برای اعلام همبستگی با اعتراضات مردم تونس و مصر بود.

## ۲۵ بهمن ۱۳۸۹
نخستین روز تظاهرات، در ۲۵ بهمن ۱۳۸۹، بعد از راهپیمایی حامیان حکومت در ۲۲ بهمن بود. گزارش‌های مختلف از بسیاری از شهرهای ایران نظیر تهران، اصفهان، شیراز، مشهد و رشت از حضور مردم در خیابان‌ها خبر می‌داد. در تهران و در ساعت‌های اولیه تظاهرات به صورت آرام و پراکنده و بدون زد و خورد انجام می‌شد. پس از آن با حملهٔ نیروهای پلیس ضد شورش، لباس شخصی‌ها و گارد ویژه به تظاهرکنندگان، این اعتراضات به خشونت کشیده شد. این تظاهرات با اعلام میرحسین موسوی و مهدی کروبی مبنی بر دریافت مجوز از وزارت کشور در تاریخ ۱۶ بهمن ۱۳۸۹ برنامه‌ریزی شد.

### پیش زمینه
پس از قیام مردم مصر و تونس، میرحسین موسوی و مهدی کروبی به‌طور مشترک طی نامه‌ای، درخواست مجوزی برای شرکت مردم در تظاهرات حمایتی از مردم این دو کشور کردند. چند روز پیش از این نوشتن این نامه، موسوی و کروبی در دیدار با آیت‌الله بیات زنجانی از مراجع تقلید شیعه، نسبت به اعدام‌های سیاسی متعدد در ایران اعتراض کرده بودند. در این نامه مشترک میرحسین موسوی و مهدی کروبی، در شهر تهران از میدان امام حسین تا میدان آزادی به عنوان مسیر اصلی و محل تجمع نهایی مردم میدان آزادی پیشنهاد شد. این مجوز تا آخرین روز در اختیار معترضین قرار نگرفت. البته این اتفاق قبلاً برای ۲۵ خرداد نیز افتاده بود. پس از درخواست مجوز برای تظاهرات ۲۵ بهمن ماه بسیاری از مشاوران و اطرافیان میرحسین موسوی و مهدی کروبی از جمله تقی رحمانی، صالح نقره کار، علی باقری، محمد مصطفی بیات زنجانی، سوسن بیات زنجانی، رامتین مقدادی و مصطفی میراحمدی‌زاده دستگیر و زندانی شدند.
پس از درخواست مجوز طرفداران جنبش سبز با استفاده از توییتر، فیس بوک و دیگر شبکه‌های اجتماعی شروع به گسترش خبر کردند. در عین حال احمد جنتی در راهپیمایی روز ۲۲ بهمن در اصفهان، محسنی اژه‌ای، سردار نقدی و دیگر سرداران سپاه معترضین را پیش از شرکت در تظاهرات تهدید نمودند.
هم چنین پس از مخالفت وزارت کشور با صدور مجوز برای تظاهرات ۲۵ بهمن اردشیر امیرارجمند، مشاور حقوقی میرحسین موسوی و اسماعیل گرامی مقدم سخنگوی حزب اعتماد ملی و مشاور مهدی کروبی در مصاحبه‌هایی جداگانه با شبکه بی‌بی‌سی فارسی اعلام کردند که دیگر نیازی به مجوز نیست و راهپیمایی در هر صورت برگزار می‌شود.

#### حصر خانگی موسوی و کروبی
در تاریخ ۲۰ بهمن، مهدی کروبی یکی از سران مخالفان دولت در حصر خانگی قرار گرفت و از دیدار با اعضای خانواده خود تا تاریخ ۲۵ بهمن منع شد. این در حالی بود که مأموران در اطراف خانه وی مستقر شده بودند. همچنین میرحسین موسوی در تاریخ ۲۵ بهمن در حصر خانگی قرار گرفت و پلیس کوچه‌ای که منزل وی در آن قرار دارد را مسدود کرده بود، به‌طوری‌که ورود و خروج از آن ناممکن بود و نیز کلیهٔ تلفن‌های خانه وی از جمله تلفن همراه او و همسرش نیز قطع شده بود. به نقل از خبرگزاری کلمه این اقدامات برای جلوگیری از حضور میرحسین موسوی در راهپیمایی همبستگی با مردم تونس و مصر صورت می‌گیرد. هم چنین دیگر حامیان جنبش سبز مانند محمد خاتمی و عبدالله نوری در تاریخ ۲۵ بهمن در حصر خانگی قرار گرفتند.

#### فیلترینگ کلمه بهمن
بعد از تبلیغات گستردهٔ معترضان، حکومت برای مبارزه تصمیم به فیلترینگ کلمهٔ «بهمن» برای چند روز و پس از آن کلمهٔ ۲۵ بهمن در جستجوگرهای اینترنتی گرفت.

#### پیامک‌های تهدیدآمیز
به گزارش جرس، برای تعدادی از شهروندان پیام‌های تهدیدآمیزی از وزارت اطلاعات با مضمون «شهروند محترم، طبق اطلاع واصله، جنابعالی تحت تأثیر تبلیغات ضد امنیتی رسانه‌های وابسته به بیگانگان قرار گرفته‌اید، در صورت ارتباط با رسانه‌های خارج از کشور برابر مواد ۴۹۸، ۴۹۹، ۵۰۰، ۵۰۸، ۵۱۴، ۶۰۹، ۶۱۰، ۶۹۸ قانون مجازات اسلامی مجرم شناخته می‌شوید و با شما برخورد قانونی خواهد شد.» ارسال شد.

#### سفر عبدالله گل به ایران
پپه اسکوبار در روزنامهٔ تایلندی آسیاتایمز نوشت که یکی از دلایل انتخاب این روز برای تظاهرات همبستگی با مصر و تونس حضور عبدالله گل رئیس‌جمهور ترکیه در تهران بود. با توجه به حوادث کشورهای عربی هرگونه سرکوب شدید اعتراضات به اعتبار ایران ضربه سختی می‌زد که این به نفع ترکیه بود. به ویژه با توجه به این که حکومت ایران حوادث مصر را به انقلاب اسلامی تشبیه کرده بود. حتی گفته می‌شد که عبدالله گل از مقامات ایرانی خواسته بود تا در آخرین دقایق مجوز برگزاری راهپیمایی را صادر کنند و مقامات هم در ابتدا پذیرفته بودند اما وزارت کشور سپس آن را تکذیب کرد.

### روز تظاهرات
در صبح روز ۲۵ بهمن، اکبر امینی یکی از طرفداران جنبش سبز و از بازداشت شدگان اعتراضات پس از انتخابات ریاست جمهوری ۱۳۸۸، با در دست داشتن پرچمی سبز و عکس‌های جان باختگان اعتراضات جنبش سبز از جرثقیلی واقع در چهارراه قصر تهران بالا رفته و موجب تجمعات اولیه مردم در تظاهرات ۲۵ بهمن ماه در این محل شد. مأموران امنیتی با آوردن خانواده او به محل و تهدید آنها، او را مجبور به پایین آمدن از بالای جرثقیل کردند. وی گردن خود را با طناب آبی به جرثقیل بسته بود تا در صورت دخالت مأموران به دار آویخته شود. وی پس از پایین آمدن از جرثقیل توسط مأموران امنیتی دستگیر شد.
در تهران ابتدا در ساعات ظهر در میدان امام حسین، خیابان آزادی، خیابان انقلاب، چهار راه ولی عصر، میدان انقلاب، میدان آزادی و چهار راه کالج تجمعاتی صورت گرفت. در ساعات عصر این تجمعات و تظاهرات به مناطق دیگر تهران چون تقاطع نواب صفوی، میدان توحید، بلوار کشاورز، خیابان اسکندری، خیابان کارگر جنوبی، خیابان ۱۶ آذر، خیابان ۱۲ فروردین، چهار راه قصر، میدان هفت تیر، خیابان رودکی، خیابان جمالزاده، هفت حوض، نارمک، خیابان آذربایجان، امیرآباد، عباس‌آباد، میدان ولی عصر، میدان فردوسی، خیابان شادمان و صادقیه نیز کشیده شد. در ساعت‌های اولیه تظاهرات به صورت آرام و پراکنده و بدون درگیری انجام می‌شد. پس از آن با حملهٔ نیروهای پلیس ضد شورش، لباس شخصی‌ها و گارد ویژه با باتوم و گاز اشک‌آور به تظاهرکنندگان، این اعتراضات به خشونت کشیده شد و چندین نفر بازداشت شدند.
تجمع شهر اصفهان در منطقه چهارباغ، سی وسه پل، دروازه دولت، میدان انقلاب و خیابان سپه به صحنه برخورد نیروهای امنیتی و معترضان بدل شده و نیروهای امنیتی چند تن از تجمع‌کنندگان را دستگیر کرده‌اند.
تظاهرات حامیان جنبش سبز در مشهد که ابتدا در دانشگاه فردوسی آغاز شده بود، توسط نیروهای لباس شخصی و حراست دانشگاه مورد حمله واقع شد. در سطح شهر مشهد و برخی میادین و چهارراه‌های اصلی نیروهای امنیتی، انتظامی و یگان ویژه مشهد حضور داشتند و فضای شهر به حکومت نظامی اعلام نشده شبیه بود. در میادین آزادی، فلسطین، احمدآباد و تقی‌آباد و خیابان‌های آزادشهر، معلم، سجاد، راهنمایی، رضا و احمدآباد حضور نیروهای لباس شخصی و انتظامی کاملاً مشهود بود و چندین نفر بازداشت شدند.
همزمان تظاهرات حامیان جنبش سبز در شیراز نیز، با وجود جو شدیداً نظامی و امنیتی با حضور مردم و دانشجویان برگزار شد. در شیراز، در حد فاصل میدان نمازی، دانشکده مهندسی شماره دو در خیابان ملاصدرا، میدان ارم و بلوار دانشجو تراکم جمعیت بسیار زیاد بود و مأموران یگان ویژه پاسداران و لباس شخصی‌ها، شدیداً با هرگونه تحرک و تردد و تجمعی، برخورد می‌کردند.
در رشت نیروهای گارد ویژه با تجمع در مقابل دانشگاه، سعی در جلوگیری از شکل‌گیری تجمعات کردند. بر اساس گزارش شاهدان عینی حاضران در این منطقه برای شکل‌گیری هسته‌های اولیه تجمع تلاش کردند، که این اقدام با سرکوب شدید نیروهای پلیس روبه‌رو شد. در سه راه بادی‌الله واقع در خیابان مطهری رشت تجمعاتی توسط مردم معترض شکل گرفت که موتور سواران بسیجی با حرکت در پیاده‌روها و ضرب و شتم مردم، تجمع را به خشونت کشاندند. اندکی بعد، تعداد زیادی از کارگران شهرداری اقدام به جمع‌آوری سطل‌های زبالهٔ پلاستیکی کل خیابان نمودند. طی درگیری، مأموران بسیجی و یگان ویژهٔ پلیس تعدادی از جوانان را دستگیر کردند.
در شهر بابل نیز بعد از ظهر روز ۲۵ بهمن جمعیت حامیان جنبش سبز و دانشجویان ابتدا به صورت پراکنده روبروی دانشکده صنعتی نوشیروانی بابل تجمع کرده و به دلیل شرایط ویژه، از ساعت حدود پنج و نیم بعد از ظهر از میدان اوقاف- باغ فردوس به سمت مدرس - البته با سکوت کامل- حرکت می‌کردند که در مقابل استادیم ورزشی آزادی با خشونت مأمورین نیروی انتظامی مواجه شدند. همچنین آمده است "بعد از حملات خشونت بار مأموران یگان ویژه، موتور سوارهای بسیجی و لباس شخصی‌ها جمعیت پراکنده را تا حتی کوچه‌های دورتر (منتهی به مدرس و جایگاه پمپ گاز) دنبال می‌کردند و مورد ضرب و شتم و بازداشت قرار می‌دادند. این گزارش همچنین خاطرنشان کرد "تا روز ۲۶ بهمن، دست کم ده تن از شهروندان بابلی بازداشت و تعدادی به زندان متی کلای بابل انتقال یافتند."
در کرمان تجمعی در یکی از میادین این شهر شکل گرفت که طی آن ۱۷ نفر بازداشت شدند.
در شهرهای دیگر نظیر خمینی شهر، نجف آباد، یزد، ساری و کرمانشاه نیز در روز ۲۵ بهمن صحنه تجمعات و تظاهرات حامیان جنبش سبز بود.

#### پوشش خبری
با شروع اعتراضات شبکه‌ها و رسانه‌های خبری زیادی مانند بی‌بی‌سی، سی ان ان، رویترز، فاکس نیوز، رادیوفردا، الجزیره، رسانه سبز ایران، توییتر، فیس بوک، صدای آمریکا و خبرگزاری فرانسه این تظاهرات را پوشش می‌دادند.

#### قطع و اختلال خدمات مخابرات
در این روز ارتباطات تلفن همراه در ساعات اوج تظاهرات در شهرهای بزرگ ایران مانند تهران، اصفهان و شیراز قطع شد و پارازیت بر روی امواج شبکه‌های ماهواره‌ای افزایش یافت. هم چنین خدمات پیامک و اینترنت با اشکال مواجه شد.

#### بسته شدن برخی از ایستگاه‌های مترو
با شروع اعتراضات برخی از ایستگاه‌های متروی تهران در بعد از ظهر روز ۲۵ام بهمن تعطیل شد. مدیرعامل شرکت بهره‌برداری مترو تهران علت تعطیلی برخی از ایستگاه‌های مترو را این‌گونه بیان می‌کند:
روز ۲۵ بهمن تک تک ایستگاه‌هایی که بسته شده است به دستور مقامات امنیتی و انتظامی بوده و متروی تهران به هیچ‌وجه کار سرخود انجام نداده است.

#### بازداشت دیپلمات اسپانیایی در تهران
ایگناسیو پرس کامبرا سرکنسول اسپانیا در مقابل نمایندگی دیپلماتیک اسپانیا در تهران که در محل برگزاری تظاهرات قرار داشت، توسط نیروهای انتظامی بازداشت شد و به مدت چهار ساعت در بازداشت به سر برد، وزارت خارجه اسپانیا نیز در واکنش به این بازداشت، مرتضی صفاری نطنزی، سفیر ایران در این کشور را احضار کرده است و این عمل را غیرقابل قبول خواند.
هم چنین یکی از کارمندان سفارت ژاپن نیز در این روز دستگیر شد.

#### شعارهای مردم
- مرگ بر دیکتاتور
- نترسید، نترسید، ما همه با هم هستیم
- مرگ بر اصل ولایت فقیه
- سید علی حیا کن، مبارکُ نگاه کن
- سید علی بدونه، بزودی سرنگونه
- نظامی جدا شو، با ملت هم‌صدا شو
- مبارک، بن‌علی، نوبت سیدعلی
- خامنه‌ای قاتل است ولایتش باطل است.
- تهران یا قاهره، دیکتاتور باید بره
- آزادی آزادی آزادی
- نیروی انتظامی سبز تو هم قشنگه
- مصر هم همینجوری بود[۴۲][۵۴][۵۹]

#### کشته‌ها، مجروحین و دستگیرشدگان
در درگیری‌های روز ۲۵ بهمن یک دانشجوی ۲۶ سالهٔ رشتهٔ هنر به‌نام صانع ژاله در خیابان امیر اکرم تهران بر اثر اصابت گلوله کشته شد. منابع خبری معترضان، ژاله را یکی از تظاهرات‌کنندگان معرفی کردند که توسط نیروهای امنیتی کشته شده است. وی یکی از هواداران آیت الله منتظری از حامیان جنبش سبز بوده است. هم چنین مقالاتی در مجله آزما از مجلات هوادار جنبش سبز می‌نوشته است. در مقابل رسانه‌های حکومتی ادعا کردند که ژاله از اعضای بسیج بوده و توسط «عوامل فتنه‌گر و گروهک مزدور و تروریستی منافقین» به قتل رسیده است. احمدرضا رادان نیز با تأیید مرگ یک نفر، از زخمی شدن تعدادی دیگر خبر داد و گفت که ۹ نفر از مجروحان جزو نیروهای امنیتی بوده‌اند.
خبرگزاری فارس، همچنین خبر از کشته شدن فرد دیگری به نام محمد مختاری را در درگیری‌های ۲۵ بهمن داد که بعد از زخمی شدن در بیمارستان در گذشت. این خبرگزاری مسئول تیراندازی این جوان را «عوامل فتنه‌گر و گروهک مزدور و تروریستی منافقین» دانست.
امیرحسین تهرانچی نیز در تظاهرات ۲۵ بهمن ۱۳۸۹ توسط نیروهای امنیتی در تهران بر اثر اصابت گلوله کشته شد.
رامین پرچمی بازیگر فیلم اخراجی‌ها در تظاهرات ۲۵ بهمن نیز دستگیر و بازداشت شد و به زندان اوین منتقل شد.
هم چنین پس از اعتراضات جنبش سبز در ۲۵ بهمن ماه لیستی مرکب از ۱۵۰۰ نام از سوی مسئولان دادسرا خوانده و اعلام شد تمامی بازداشت‌شدگان به زندان اوین منتقل شده‌اند. بازداشت‌شدگان اعتراضات جنبش سبز در ۲۵ بهمن، به دادگاه انقلاب واقع در خیابان معلم انتقال یافته و برای آنان پرونده تشکیل شد. این در حالی است که مأموران یگان ویژه، در ۲۶ بهمن با حمله به خانواده‌های بازداشت‌شدگان در مقابل دادگاه انقلاب، آنان را مورد ضرب و شتم قرار داده‌اند. اعلام نام ۱۵۰۰ تن بازداشتی در حالی است که کمی پیش احمدرضا رادان، فرمانده نیروی انتظامی تهران در مصاحبه‌ای تعداد بازداشت‌شدگان را ۱۵۰ تن اعلام کرده بود.
از جمله این بازداشت شدگان می‌توان به رامتین مقدادی، ابوذر رستمی، علی نبوی، ابوالفضل بابایی، حسین احمدنژاد، فرزانه نجارنژاد، فرشید غواصیه، امیر شیبانی، علی رزاقی، حسین شریف زادگان، امید محدث، صدرالدین بهشتی، سعید یگانه پور، محمد حسین مهیمنی، صالح نقره‌کار، تقی رحمانی، میثم محمدی، شهربانو امانی، ساناز معتضدیان، مصطفی بیات زنجانی، سوسن بیات زنجانی، مصطفی میراحمدی‌زاده، حامد شاملو، محسن برزگر، حسین ضامن ضرابی، علی باقری، و عبداالله ناصری، اشاره کرد.
هم چنین در مراسم تشییع جنازه صانع ژاله در دانشگاه هنر در ۲۷ بهمن ماه درگیری‌هایی بین هواداران جنبش سبز و نیروهای بسیج و لباس شخصی صورت گرفت که چند تن از دانشجویان دانشگاه از جمله کوروش خان محمدی، حسن فتحی زاده، وحید نصرتی، عباس صالحی، عبدالله رنجبر، فراز سرابی و امیر بی‌نظیر بازداشت شدند.
همچنین ده‌ها تن توسط لباس شخصی‌ها به شدت در ناحیه سر و بینی مجروح شدند و بسیاری از ترس دستگیر شدن از رفتن به درمانگاه و بیمارستان خودداری کردند.

#### بیانیه‌های میرحسین موسوی و مهدی کروبی پس از تظاهرات
میرحسین موسوی و مهدی کروبی رهبران جنبش سبز در ۲۷ بهمن ماه، اقدام به نوشتن بیانیه‌هایی پس از تظاهرات ۲۵ بهمن ۱۳۸۹ کردند. در قسمت‌هایی از بیانیه میر حسین موسوی آمده است:
جنبش شکوهمند شما ازدو سو مورد تهاجم قرار گرفته است: از یک سو مورد تهاجم اقتدار گرایانی که چشم به پست و مقام و زر و زور در آینده دارند و از سوی دیگر تلاش بیگانگان و موج سواران بین‌المللی برای پی گرفتن مطامع خود بوده است که هر دو تلاش کرده‌اند که جنبش را به صهیونیسم و آمریکا و اذناب آنان منتسب کنند.
این در حالی است که افتخار بزرگ جنبش سبز در استقلال و تکیه آن بر نیروی عظیم ملت بوده است. جنبش سبز همواره با بیگانگان فاصله داشته.
این همراه کوچک شما ضمن تبریک به مناسبت پایداری خیره‌کننده مردم، شهادت فرزندان عزیز شما ملت سرفراز را تسلیت می‌گویم.
هم چنین مهدی کروبی دیگر رهبر جنبش سبز در قسمت‌هایی از بیانیه خود گفته است:
متأسفانه از زمان ارائه این درخواست با سیلی از فحاشی‌ها و دریده گویی‌های روزنامه‌ها و رسانه‌های جیره خوار مواجه شدیم و از همان زمان به منظور جلوگیری از شرکت در راهپیمایی و پیوستن به مردم با قطع تلفن و ارتباطات و همچنین حصر و تخریب منزل مسکونی مان مواجه شدیم. ضمن محکومیت شدید برخوردهای خشن و غیرانسانی و غیر اسلامی هشدار می‌دهیم که تا دیر نشده است پنبه‌ها را از گوش‌هایتان خارج کنید و صدای مردم را بشنوید. اعمال خشونت‌آمیز و مخالفت و عناد با خواست مردم تا زمانی و جایی می‌تواند به استمرار چنین وضعیتی کمک کند. از سرنوشت دوری حکومت‌ها از مردم عبرت بگیرید.
زندانیان سیاسی را آزاد و دستتان را از گلوی روزنامه‌ها و رسانه‌های مستقل بردارید، به عهد و میثاقی که با نام قانون اساسی با مردم بسته‌اید وفادار باشید.

### واکنش‌ها
با توجه به گستردگی این تظاهرات، پیامدهای آن نیز قابل توجه بودند.

#### واکنش‌های داخلی
- علی لاریجانی رئیس مجلس شورای اسلامی وقت در نشست علنی مجلس با بیان: «آقایانی که در ایران اطلاعیه صادر کردند و در دام و تله طراحی شده آمریکا افتادند، با چه تحلیلی این کار را کردند؟» راهپیمایی ۲۵ بهمن را آمریکایی خواند.[۷۸]
- محسن رضایی دبیر مجمع تشخیص مصلحت نظام و رئیس سابق سپاه پاسداران میرحسین موسوی و مهدی کروبی را عمله آمریکا خواند و افزود:«من تعجب می‌کنم که چرا موسوی و کروبی نمی‌فهمند که در این حوادث، عمله‌ای بیش نیستند و مورد سوءاستفاده آمریکا و همه بدخواهان قرار گرفته‌اند و جالب اینکه آمریکا از این عمله‌ها هم عبور کرده است. قطع‌نامه‌ها و گفتارهای مسئولان آمریکایی نشان می‌دهد که این آدم‌ها فقط مستمسک بوده‌اند و جریان فتنه جایی دیگر طراحی و رهبری می‌شد.» در ادامه نیز آمریکا را به دخالت در اداره کشور متهم کرد.[۷۹][۸۰]
- سازمان بسیج استادان دانشگاه‌های کشور طی نامه‌ای میرحسین موسوی و مهدی کروبی را آلت دست آمریکا خواند و حوادث ۲۵ بهمن را سازمان یافته در خارج از کشور اعلام کرد و در ادامه خواستار محاکمه موسوی و کروبی شد.[۸۱]
- پس از تظاهرات ۲۵ بهمن، نمایندگان مجلس ایران شعار «مرگ بر موسوی» و «مرگ بر کروبی» سر دادند و خواستار اعدام این دو رهبر اصلاح طلب شدند. نمایندگان نوشته‌ای بر روی جایگاه هیئت رئیسه نصب کرده بودند بدین شرح: «ما نمایندگان مجلس شورای اسلامی خواستار محاکمه و اشد مجازات موسوی و کروبی به جرم افساد فی الارض و اقدام علیه امنیت ملی کشور هستیم.»
- رئیس مجلس نیز دستور تشکیل کمیته «بررسی افراد ضدانقلاب» را صادر کرد.[۸۲]
- در تحصنی که در ساعات پایانی ۲۶ بهمن در میدان ارک تهران از جانب هواداران جمهوری اسلامی برگزار شد، مخالفین میر حسین موسوی و مهدی کروبی با نصب طناب داری در مقابل دادسرای عمومی و انقلاب تهران مترسک میرحسین موسوی را به دار آویخته و آتش زدند و با سر دادن شعارهای «مرگ بر موسوی»، «مرگ بر خاتمی»، «مرگ بر کروبی» از دستگاه قضایی، خواستار محاکمه سران جنبش سبز شدند.[۸۳]
- دفتر تحکیم وحدت در محکومیت حوادث ۲۵ بهمن حامیان میرحسین موسوی، بیانیه‌ای تحلیلی صادر کرد و در این بیانیه موسوی و کروبی را به دلیل زمینه‌سازی برای حوادث روز ۲۵ بهمن مسئول دانست.[۸۴]

#### واکنش‌های خارجی
ایالات متحده آمریکا
- هیلاری کلینتون، وزیر امور خارجه آمریکا ضمن اعلام حمایت صریح و مستقیم از معترضان ایرانی، افزود: «آنچه امروز در ایران اتفاق می‌افتد بیانگر شجاعت مردم این کشور است و نشان دهنده دو رویی رژیم ایران که طی سه هفته گذشته مرتباً آنچه در مصر در جریان بود را می‌ستود.»[۸۵]
- باراک اوباما رئیس‌جمهور آمریکا نیز در سخنرانی که یک روز پس از تظاهرات انجام داد، اعلام کرد که اجازهٔ همان تظاهرات‌های بی خشونتی که در مصر انجام شده است، باید به مردم ایران داده شود. او گفت که دولت ایران کناره‌گیری مبارک را جشن می‌گیرد، در حالی که مردم خود را به خاک و خون می‌کشد. او گفت هر چیزی که برای مصر صحیح است برای ایران نیز درست می‌باشد.[۸۶]

 اتحادیه اروپا
- دفتر کاترین اشتون، نماینده عالی اتحادیه اروپا در سیاست خارجی و امور امنیتی، با ذکر اینکه وی رویدادهای ایران را «از نزدیک» دنبال می‌کند، اعلام کرد که آزادی بیان و آزادی تجمع، حقوق بنیادین بشر است و باید کاملاً رعایت شود. در عین حال سرکوب تظاهرکنندگان را محکوم کرد.
- یژی بوزک، رئیس پارلمان اروپا، در بیانیه خود گفت که اعتراضات تهران که در آن دست کم یک نفر نیز کشته شده است، نشان می‌دهد که «نسیم دموکراسی که در جهان عرب وزیدن گرفته به ایران نیز رسیده است.»[۸۷]

 بریتانیا
- وزیر خارجه بریتانیا، ویلیام هیگ، با اشاره به تصاویر ضرب و جرح تظاهرکنندگان ایرانی که منتشر شده گفته اگر احمدی‌نژاد معتقد است، مردم مصر حق دارند آزادانه عقایدشان را بیان کنند، دولت ایران نباید همین حق را از مردمش دریغ کند. وزیر امور خارجه بریتانیا گفت که مقام‌های ایرانی باید به حق آزادی بیان و تجمع مسالمت‌آمیز مردم احترام بگذارند.[۸۸]

 کانادا
- وزیر خارجهٔ کانادا، لارنس کانون نیز سرکوب معترضان را محکوم کرد و از وضعیت موجود ابراز ناراحتی کرد.[۸۹]

 ترکیه
- عبدالله گل، رئیس‌جمهور ترکیه نیز که در ایران به سر می‌برد، در دیدار خود با خبرنگاران در تهران، در لحظات آغازین اعتراض‌ها، بدون اشاره مستقیم به ایران از رهبران کشورهای منطقهٔ خاورمیانه خواست که به درخواست‌های «واقع‌گرایانه» مردم‌شان توجه کنند.[۹۰]

### اعتراضات جنبش سبز در ۲۵ بهمن ۱۳۹۰
شورای هماهنگی راه سبز امید و فعالان جنبش سبز نظیر اردشیر امیرارجمند، مجتبی واحدی، شیرین عبادی، عیسی سحرخیز، سازمان مجاهدین انقلاب اسلامی و نمایندگان ادوار مجلس در بهمن ماه ۱۳۹۰ در آستانه سالگرد تظاهرات ۲۵ بهمن ۱۳۸۹، فراخوان‌هایی را منتشر کردند که در آن از معترضان خواسته شد در اعتراض به ادامه حبس خانگی میرحسین موسوی، مهدی کروبی و همسرانشان به خیابان‌ها بیایند. سازمان عفو بین‌الملل و شورای ملی سوریه نیز از تظاهرات ۲۵ بهمن ۱۳۹۰، حمایت کردند. از چند روز پیش از ۲۵ بهمن ۱۳۹۰، اختلالاتی در سیستم اینترنت و دسترسی به‌ای میل‌ها به وجود آمد. محسنی اژه‌ای، دادستان کل کشور، پیش از این تظاهرات گفت: «خرید مردم را می‌گویند راهپیمایی است.» محسن رضایی، دبیر مجمع تشخیص مصلحت نظام، نیز دربارهٔ این راهپیمایی گفت: «مردم ایران اسلامی به سادگی اجازه نخواهد داد افراد یا گروه‌ها دستاوردهای انقلاب را تخریب کنند.»
در روز ۲۵ بهمن ۱۳۹۰، در شهرهای مختلف ایران نظیر تهران، شیراز، اهواز، کرمان، مشهد، کرمانشاه و اصفهان با وجود جو شدید امنیتی و حضور گسترده نیروهای انتظامی، لباس شخصی و یگان ویژه ناجا، تجمعات و درگیری‌هایی بین معترضان و نیروهای امنیتی صورت گرفت و معترضان زیادی (حداقل ۴۰۰ نفر) در این روز بازداشت شدند. مراسم سالگرد ۲۵ بهمن در کشورهای بریتانیا، آمریکا، کانادا، ایتالیا و فرانسه نیز برگزار شد.
پس از این اعتراضات، ۱۰ نفر از بازداشت شدگان تجمع اعتراضی روز ۲۵ بهمن ۱۳۹۰ در زندان اوین در اعتراض به وضعیت خود دست به اعتصاب غذا زدند.

## ۱ اسفند ۱۳۸۹
اعتراضات جنبش سبز در ۱ اسفند ۱۳۸۹ به مجموعه تظاهراتی گفته می‌شود که در شهرهای مختلف ایران در روز ۱ اسفند ۱۳۸۹ اتفاق افتاده است. معترضین برای گرامی‌داشت کشته‌شدگان روز ۲۵ بهمن (محمد مختاری و صانع ژاله) و اعتراض به وضع موجود، در شهرهایی نظیر تهران، شیراز، اصفهان، رشت، مشهد، بابل، کرمانشاه، مهاباد و زاهدان در تظاهرات شرکت کردند. در شهر تهران در بعضی از نقاط این اعتراضات با دخالت نیروهای امنیتی به ضرب‌وشتم مردم شرکت‌کننده ختم شده است. این دومین تظاهرات جنبش سبز در سال ۱۳۸۹ می‌باشد.

### پیش زمینه

#### حصر خانگی میرحسین موسوی
پس از اعتراضات جنبش سبز در ۲۵ بهمن ۱۳۸۹ و درخواست مشترک مهدی کروبی و میرحسین موسوی، رهبران جنبش سبز، برای حضور هواداران جنبش سبز در تظاهرات ۲۵ بهمن ۱۳۸۹ در حمایت از قیام مردم مصر و تونس، حصر خانگی میرحسین موسوی و همسرش زهرا رهنورد واقع در خیابان پاستور با ایجاد دیواری آهنی بر معبر ورودی خانه موسوی، از روز ۲۵ بهمن به منظور جلوگیری از شرکت آن‌ها در تظاهرات آغاز شد و از روز ۲۷ بهمن ماه، پس از درخواست ۲۳۳ نماینده مجلس شورای اسلامی برای اعدام موسوی و کروبی و بیانیه‌های موسوی و کروبی در رابطه با تظاهرات ۲۵ بهمن ماه، کامل شده و با قطع آخرین ارتباطات محدود موسوی و رهنورد از جمله تلفن، اینترنت و ارتباط با دخترانشان، دیگر هیچ اطلاعی از وضعیت و سلامتشان در دست نبود. هم چنین محافظان موسوی از محافظت وی عزل شده و نیروهای امنیتی جای آن‌ها را گرفتند.

#### درخواست اعدام موسوی و کروبی از سوی نمایندگان مجلس
پس از اعتراضات جنبش سبز در ۲۵ بهمن ۱۳۸۹ و در خواست مشترک مهدی کروبی و میرحسین موسوی رهبران جنبش سبز، برای حضور هواداران جنبش سبز در تظاهرات ۲۵ بهمن ۱۳۸۹ در حمایت از قیام مردم مصر و تونس، ۲۳۳ نماینده مجلس شورای اسلامی پس از نطق علی لاریجانی علیه میرحسین موسوی و مهدی کروبی و مفسد فی‌الارض خواندن آنها، در مقابل جایگاه هیئت رئیسه مجلس تجمع کردند و با سر دادن شعارهایی نظیر ' ما همه سرباز تو هستیم خامنه‌ای؛ گوش به فرمان تو هستیم خامنه‌ای '، ' ای رهبر آزاده آماده‌ایم آماده'، ' مرگ بر موسوی، کروبی و خاتمی ' و ' موسوی و کروبی اعدام باید گردند' خواستار اعدام موسوی و کروبی شدند.
فاطمه کروبی، همسر مهدی کروبی با نوشتن نامه‌ای خطاب به علی لاریجانی رئیس مجلس شورای اسلامی نسبت به این اقدام نمایندگان مجلس، حصر خانگی، قطع ارتباطات از جمله تلفن و اینترنت مهدی کروبی و جلوگیری از دیدار با اعضای خانواده اش اعتراض کرد. در قسمت‌هایی از این نامه آمده است:
 جنابعالی به خوبی می‌دانید که از پنج شنبه در حصر کامل نیروهای امنیتی هستیم که بنحوی که فرزندانم را نیز به منزل راه نمی‌دهند، تلفن‌های ارتباطی همگی قطع می‌باشد، از ادامه درمان این حق اولیه‌ام نیز ممانعت به عمل آمده و نیروهای امنیتی دیشب هم‌زمان با حمله اوباش شبانه با شکاندن درب آپارتمان فرزندم محمد حسین بدون حضور او به منزلش یورش بردند. از آنجا که سخن از قانون گرایی کرده‌اید، موجب امتنان است معیارهای قانونی برای این رفتارهای مذبوحانه، غیرانسانی و البته کودکانه که هیچ خللی در انتخاب راه همسرم ایجاد نمی‌کند را جهت اطلاع اینجانب و تنویر افکار عمومی معین نمائید.
مهدی کروبی نیز در پیامی جداگانه از طریق یکی از مشاورانش به نام مجتبی واحدی، در اعتراض به این اقدام نمایندگان مجلس گفت:
 کروبی بار دیگر آمادگی خود را برای محاکمه در یک دادگاه علنی اعلام و خطاب به سران حکومت گفت: اگر غیرت و شجاعت دارید لااقل مانند حکومت شاه رفتار کنید که اگر مبارزانی مانند طالقانی، گلسرخی، بخارایی و ده‌ها مبارز با اندیشه‌های متفاوت را به بند می‌کشید، اجازه انتشار محاکمات آن‌ها در رسانه‌ها را می‌داد. کروبی پیامی هم برای آقایان قالیباف، ناطق نوری و حسن روحانی داشت. او با اشاره به اینکه شکستن هم‌زمان سکوت این سه نفر و برخی ظرایف موجود در اظهار نظر آن‌ها و نیز همزمانی آن با اطلاعیه دستوری هیئت رئیسه خبرگان، هر نوع تردید در خصوص الزام آقایان به اظهار نظر را برطرف می‌کند، از این سه نفر خواست با صدور اطلاعیه‌ای، محاکمه علنی او و اجازه انتشار دفاعیاتش در رسانه‌ها را نیز خواستار شوند.

#### درخواست شورای هماهنگی راه سبز امید و مشاوران موسوی و کروبی
شورای هماهنگی راه سبز امید که باصدور بیانیه‌ای از مردم ایران دعوت کرد که روز یکشنبه، اول اسفندماه، ساعت سه به منظور هفتمین روز شهادت دو شهید تظاهرات ۲۵ بهمن و همچنین بزرگداشت یاد و خاطره سایر شهدای جنبش سبز و حمایت از سران جنبش سبز در میادین شهر حضور داشته باشند.
اردشیر امیرارجمند مشاور میرحسین موسوی و سید مجتبی واحدی مشاور مهدی کروبی یک روز پیش از اعتراضات جنبش سبز در ۱ اسفند ۱۳۸۹ از سپاه پاسداران خواستند که در اول اسفند به مردم بپیوندند.
اردشیر امیرارجمند مشاور میرحسین موسوی در گفتگو با جرس گفت: «نگذارند تفکر مردم نسبت به کل سپاه تغییر کند و از یک نیروی حامی مردم به یک نیروی سرکوبگر تبدیل شود». وی افزود: «بزرگداشت شهدای جنبش در یک مراسم غیردولتی و خودجوش و مردمی، خواست مشروع و عمومی است».
سیدمجتبی واحدی مشاور مهدی کروبی نیز در گفتگو با رادیو فردا با تأکید بر اینکه «سپاه، یکپارچه نیست» گفت: «بخشی از سپاه که سرکوبگر است رقیب مردم است و با روی کار آمدن حکومت مردمی، منافع مالی خود را در خطر می‌داند به همین دلیل دست به سرکوب می‌زند».

#### الله اکبر شبانه
تعدادی از از مردم تهران در مناطق مختلف تهران نظیر نارمک، تهرانپارس، میرداماد، صادقیه، ونک، امیرآباد، پونک و سعادت آباد در شب قبل از روز یکم اسفند در ساعت ۱۰ شب در پاسخ به فراخوان برخی از رسانه‌های جنبش سبز، فریاد الله اکبر سر دادند.

### روز تظاهرات
در این روز در سطح شهر تهران نیروهای ضد شورش، امنیتی، یگان‌ویژه، نیروی انتظامی، سپاه، لباس شخصی و بسیج در میادین و نقاط مرکزی شهر حضور گسترده‌ای داشتند.
در این روز تجمعات و درگیری‌هایی بین مردم و نیروهای نظامی و امنیتی در نقاط مختلف تهران نظیر میدان ولی عصر، میرداماد، خیابان سهروردی، خیابان کریم خان، امیرآباد، صادقیه، خیابان آزادی، خیابان انقلاب، خیابان طالقانی، میدان فاطمی، میدان امام حسین، بلوار کشاورز، پارک وی، میدان انقلاب، حوالی پارک ملت، میدان ولی عصر، میدان ونک، چهارراه ولی عصر و عباس‌آباد رخ داد.
تجمع‌های پراکنده مردم، در ۱ اسفند ۱۳۸۹ پس از ساعت ۱۵، در خیابان ولی عصر، خیابان انقلاب و خیابان آزادی شکل گرفت، تجمع مردم در اغلب این نقاط با سکوت همراه است. گاهی نیز مردم تجمع‌کننده شعار الله اکبر، مرگ بر دیکتاتور یا حسین، میرحسین سر می‌دادند.
از ساعت اولیه ظهر ۱ اسفند، تجمعات در جو امنیتی – پلیسی حاکم بر مناطق مرکزی و اصلی شهر آغاز شد نیروهای گارد ضد شورش در برخی میادین پایتخت حضور چشمگیر یافتند و تجمعات با تاریکی هوا رو به گسترش شد و لحظه به لحظه بر حضور مردم در برخی از نقاط تهران از جمله خیابان ولی عصر، میدان ولی عصر، چهار راه پارک وی، جام جم، سعادت آباد، میدان ونک، میرداماد، توانیر، خیابان طالقانی، میدان فاطمی و میدان هفت تیر افزایش یافت و درگیری‌هایی در این خیابان‌ها میان مردم و نیروهای انتظامی و لباس شخصی رخ داد. نیروهای یگان ویژه پاسداران، بارها در این مناطق به روی تجمع کنندگان گاز اشک‌آور پرتاب کرده و گروهی را بازداشت نمودند. معترضان در دسته‌های ده‌ها نفری شعار الله اکبر و مرگ بر دیکتاتور سر می‌دادند و دست‌های خود را به علامت پیروزی بالا می‌گرفتند. موتور سوارهای بسیج، با حرکت در پیاده‌روها و ضرب و شتم معترضان با باتوم در صدد پراکندن معترضان بودند. هم چنین گروه‌هایی از مردم روبروی ساختمان صدا و سیما در خیابان ولی عصر تجمع کردند. در این روز نیروهای امنیتی به صورت دائم تمام رفت‌وآمدها و تحرکات و ترافیک‌های ساختگی را مورد بازرسی قرار می‌دادند.
لباس شخصی‌های مستقر در خبرگزاری جمهوری اسلامی ایران، در راهپیمایی اول اسفند با کلاهخود و باتوم به شهروندانی که از میدان ولیعصر به سمت تقاطع فاطمی در حرکت بودند حمله و آنان را بازداشت و به درون ساختمان این خبرگزاری منتقل می‌کردند.
درگیری در خیابان امیرآباد، به‌طور شدیدی تا غروب ادامه داشت و دانشجویان خوابگاه‌های مستقر در آن خیابان (از انقلاب تا امیرآباد شمالی) بر تداوم اعتراضات خود تأکید داشتند. همچنین میدان ولی عصر و خیابان‌های منتهی به آن، صحنهٔ جنگ و گریز خیابانی میان نیروهای گارد با مردمی بود که ساعاتی از عصر، میدان را در تسلط خود گرفته بودند و از ولی عصر تا انتهای بلوار کشاورز، به صحنه‌های درگیری مبدل شده بود. هم چنین نیروهای امنیتی با یورش به پاساژهای اطراف چهار راه ولیعصر، پاساژ ایرانیان، پاساژ ولیعصر، پاساژ رضا و… اقدام به تعطیلی آن‌ها نموده که موجب محبوس شدن برخی از مردم در پاساژها شده بود.
خیابان‌های کریمخان، میدان هفت تیر تا سهروردی و فلکه‌های اول و دوم صادقیه نیز صحنهٔ تجمعات حامیان جنبش بود که شعارهای مرگ بر دیکتاتور سر می‌دادند و به گروهی که قصد شعار دادن داشتند، شدیداً حمله کردند.
بر خلاف ۲۵ بهمن، لباس شخصیها، بسیجی‌ها، یگان‌ویژه و همه مأموران امنیتی به سلاح‌های گرم مسلح بودند و در بیشتر نقاط، نیروهای گارد مانع هرگونه تجمع بیش از چهار یا پنج نفر می‌شد، که طی همین اقدام، برخوردهای شدید و دستگیری‌هایی رخ داد، که مردم با شعار و هجوم، با نیروهای حکومتی درگیر می‌شدند. در اطراف میدان آزادی تهران در خیابان ولدخانی جنوبی، جمعیت زیادی از مردم جمع شده‌اند و با عوامل سرکوب دولت درگیر شدند. در میدان‌های هفت حوض، تهرانپارس و صادقیه نیز نیروهای امنیتی حضور گسترده‌ای داشتند.
در شیراز با افزایش جمعیت مردم معترض خیابان‌های شیراز، نیروهای انتظامی و لباس شخصی به مردم حمله‌ور شدند و نیروهای انتظامی و لباس شخصی با حضور گسترده در خیابان‌ها و میادین اصلی شهر و همچنین مانور با موتور، قصد به ایجاد رعب و وحشت پرداختند و حتی عابرین و رانندگان عادی را نیز مورد ضرب و شتم قرار دادند. شیرازی‌ها در خیابان‌های ملاصدرا و حوالی میدان نمازی و دانشگاه مهندسی دست به تظاهرات زدند. علی عسکری دانشجوی سبز شیراز در ۱ اسفند ماه ۱۳۸۹ در شیراز توسط نیروهای امنیتی بازداشت شد. وی پیش از این نیز در ۱۳ آبان ماه سال ۱۳۸۸ همراه با شماری از دانشجویان شیراز بازداشت شده بود.
در اصفهان بسیاری از معترضان که از اصفهان و شهرهای اطراف در این میدان جمع شدند و در گروه‌های چند ده نفری جمع شده و به‌طور پراکنده شعار دادند. علاوه بر این در دروازه شیراز این شهر، جمعی بسیجی مستقر شدند و در خیابان نظر شرقی عده‌ای موتور سواران لباس شخصی با در دست گرفتن پرچم جمهوری اسلامی در ورودی خیابان ایستادند. علاوه بر تجمع دانشجویان دانشگاه اصفهان، مردم آن شهر نیز تجمعی در میدان انقلاب صورت دادند که با حملات و حضور نیروهای ضد شورش همراه بود.
در مشهد نیز تنش در مناطق مرکزی این شهر گزارش شد. به گفته شاهدان عینی در خیابان‌های راهنمایی و پرستار این شهر درگیری‌هایی بین تظاهرکنندگان و نیروهای امنیتی روی داد. از بامداد روز ۱ اسفند نیروهای امنیتی و نظامی همراه با تجهیزات و «اسلحه» در اکثر خیابان‌ها و میادین اصلی شهر مشهد مستقر شده و موجی از رعب و وحشت را به خیابان‌ها آوردند
و این نیروها حضور چشمگیری در خیابان «راهنمایی» در شهر مشهد داشته و با مردمی که قصد تجمع داشتند برخورد کردند؛ و مردم را با ضرب و شتم متفرق کردند و اجازه برگزاری تجمع را به آنان ندادند. خیابان «پرستار» در نزدیکی همین خیابان نیز شاهد درگیری بین نیروهای امنیتی و مردم معترض بود. نیروهای امنیتی برای تهدید «اسلحه‌های» خود را به مردم نشان می‌دهند. نیروهای امنیتی بسیاری در بیمارستان «قائم» در نزدیکی این خیابان‌ها حضور داشتند و از بیمارستان به عنوان پایگاه خود استفاده کردند.
در تبریز نیز تجمع معترضان و مملو از نیروهای امنیتی در خیابان آبرسان و میدان ساعت تبریز گزارش شد.
در همدان نیز در ۱ اسفند دانشجویان دانشگاه بوعلی سینا دست به تجمع اعتراضی زدند. آن‌ها در تجمع خود شعارهای ضدحکومتی سردادند.
در رشت خیابان مطهری این شهر در ۱ اسفند ۱۳۸۹ شاهد درگیری شدید مردم معترض با نیروهای امنیتی و لباس شخصیها در این شهر بود. برخی از شاهدان عینی از رشت، شمار افراد شرکت‌کننده در این راهپیمایی را بیش از روز ۲۵ بهمن برآورد کرده‌اند. این شاهدان همچنین از شمار بالای بسیجیها و نیروهای امنیتی و نیروی انتظامی در شهر خبر دادند که با تهدید و ارعاب سعی در متفرق کردن جمعیت داشتند.
در چهارمحال و بختیاری نیز در تظاهرات اول اسفند ۱۸ نفر از معترضان توسط مأموران امنیتی بازداشت شدند.
در زاهدان نیز در ۱ اسفند ۱۳۸۹ در ساعت ۴ بعد از ظهر، از خیابان دانشگاه به طرف میدان امام علی تظاهرات کرده‌اند و شعارهای علیه دیکتاتور سر داده‌اند.
در شهر مهاباد مخالفان دولت در چند خیابان اصلی این شهر تجمع کردند و با آتش زدن لاستیک و سطل‌های زباله خیابان‌ها را بستند. هم چنین جمعی از جوانان در میدان استقلال مهاباد با برپایی تجمعی اقدام به سر دادن شعارهای ضدحکومتی کردند. این در حالیست که حضور نیروهای امنیتی در مهاباد چشمگیر است. جمعی از جوانان در میدان استقلال مهاباد با برپایی تجمعی اقدام به سر دادن شعارهای ضدحکومتی نمودند. نیروهای نظامی برای بازگرداندن کنترل از دست رفتهٔ شهر مهاباد، به سوی مردم گاز اشک‌آور شلیک کرده و گزارشها حاکی از آنست که شماری از تظاهرکنندگان مجروح شده و ده‌ها تن نیز بازداشت شده‌اند. طبق گزارشهای رسیده شمار مجروحین در مهاباد نیز بیش از چهار نفر بوده است. همچنین از سنندج، پاوه و مریوان نیز برخی «تحرکات مردمی» گزارش شد. در پی فراخوان به اعتصاب سراسری در کردستان در روز یکم اسفند ماه، در برخی مناطق کردنشین اعتصاباتی انجام گرفت. به گزارش هرانا، در بوکان و سقز اعتصابی گسترده شکل گرفت تا جایی که بیش از ۸۰ درصد مغازه‌های این شهر در روز یکشنبه به‌طور کامل تعطیل شدند. از سویی فضای شهر بوکان نیز به شدت امنیتی بود.
در کرمانشاه نیز در روز یکم اسفندماه مناطق نوبهار و مصدق در شهر کرمانشاه مملو از جوانانی بود که بدون سر دادن شعار در خیابان حضور داشتند. در چهار راه نوبهار و میدان مصدق فضای امنیتی حاکم بود، به‌طوری‌که یگان ویژه در آنجا مستقر بود؛ و در حوالی ساعت ۵ بعدازظهر مأموران انتظامی حاضر در میدان مصدق قصد داشتند دو جوان را بازداشت کنند که آن دو توسط مردم و با اعتراض جوانان آزاد شدند. در ساعت شش عصر نیز مناطق یادشده مملو از حضور خیابانی همراه با سکوت مردم و حضور هم‌زمان مأموران انتظامی وامنیتی بود. مأموران حتی ماشین‌های راهنمایی و رانندگی را به کار گرفته بودند و درون آن‌ها دیده می‌شدند. دو دستگاه ماشین آتش‌نشانی نیز مرتب در مناطق یادشده عبور می‌کرد. از ظهر روز اول اسفند ماه خطوط موبایل در کرمانشاه دچار اختلال جدی شد و سرعت اینترنت هم به شدت کاهش یافت.
در بابل نیز فضای این شهر در روز اول اسفند، به شدت امنیتی بود. در این روز چندین دستگاه خودرو زرهی یگان وی‍ژه در جلوی دانشگاه صنعتی نوشیروانی بابل و چند نقطه دیگر این شهر از جمله خیابان امیرکبیر، میدان باغ فردوس، چهارراه شهربانی و خیابان شهاب نیا مستقر بوده است. تجمع گروهی از حامیان جنبش سبز در خیابان امیرکبیر با دخالت سربازان یگان‌ویژه و نیروهای لباس شخصی موسوم به انصار منجر به خشونت گردیده است. این درگیری‌ها تا ساعت ۹ شب ادامه یافته و منجر به شلیک تیر هوائی و گاز اشک‌آور از سوی مأمورین امنیتی گردیده است. همچنین از طرفی چند تن از حامیان و جوانان جنبش سبز بابل دستگیر شدند.

#### شعارها
- مرگ بر دیکتاتور
- مرگ بر اصل ولایت فقیه
- یا حسین میرحسین
- مبارک، بن‌علی، نوبت سیدعلی[۱۴۳]
- اسفند دونه دونه، سیدعلی سرنگونه
- سید علی بمیره، بن علی رو ببینه

#### قطعی خدمات ارتباطی
در ۱ اسفند ۱۳۸۹ خطوط تلفن، اینترنت و خدمات پیامک در شهرهای بزرگ ایران نظیر تهران، اصفهان، شیراز و مشهد با اختلال مواجه شد. هم چنین پارازیت برامواج شبکه‌های ماهواره‌ای افزایش یافت.

#### پوشش خبری
با شروع اعتراضات شبکه‌ها و رسانه‌های خبری زیادی مانند بی‌بی‌سی، تلویزیون العربیه، یورونیوز، سی ان ان، رویترز، فاکس نیوز، رادیوفردا، نیویورک تایمز، دویچه وله، اسکای نیوز، الشرق الاوسط، وال استریت ژورنال، الجزیره، رسانه سبز ایران، صدای آمریکا و خبرگزاری فرانسه این تظاهرات را پوشش می‌دادند.

#### کشته شدگان، بازداشت شدگان و مجروحان
به گزارش دانشجونیوز بر اثر شلیک این نیروها که مجهز به سلاح گرم بودند، یک نفر از معترضین در میدان هفت تیر کشته شد. همچنین بر اثر درگیری‌ها در میدان هفت تیر تعدادی دیگر از مردم نیز مجروح شدند. یکی از حاضران در صحنه به دانشجونیوز گفت: شدت جراحت وارده بر فردی که مورد هدف گلوله قرار گرفت، به حدی بود که این شهروند پس از دقایقی در میدان هفت تیر جان سپرد. این در حالی است که بی‌بی‌سی فارسی هم به نقل از یک شاهد عینی دیگر گزارش کرد که صدای تیراندازی از حوالی خیابان عباس‌آباد در تهران شنیده‌شد.
حامد نورمحمدی دانشجوی اهل الشتر ترم ۴ رشته زیست‌شناسی دانشگاه شیراز در جریان تظاهرات ۱ اسفند در شهر شیراز نیز کشته شد. حامد نور محمدی از پل روگذر حد فاصل میدان دانشجو و میدان نمازی در شیراز توسط مأموران امنیتی به پایین پرت شده و پس از برخورد ماشین در سطح خیابان پایین (خیابان ساحلی) جان خود را از دست داد.
هم چنین یک زن در تظاهرات معترضان در ۱ اسفند در مهاباد کشته شده و دو نفر نیز در مهاباد بازداشت شدند.
تعداد زیادی از شهروندان عادی، دانشجویان و فعالان سیاسی درشهرهای مختلف ایران نظیر تهران، بابل، اصفهان، مشهد، شیراز، مهاباد و رشت بازداشت شدند.
سعیده عسگری دانشجوی رشتهٔ زبان فرانسه و فرناز کمالی دانشجوی رشته علوم سیاسی دانشگاه آزاد واحد تهران مرکز نیز عصر روز یکشنبه در حوالی چهارراه فلسطین و توسط سرنشینان یک خودروی «سمند نقره‌ای» متعلق به نیروهای امنیتی بازداشت شدند.
محمدرضا ملکیان، از اعضای اتاق بازرگانی استان مازندران و از اعضای ستاد انتخاباتی میرحسین موسوی در این روز در آمل توسط نهادهای امنیتی استان بازداشت شد.
حسن یونسی فرزند علی یونسی، وزیر اطلاعات دولت خاتمی نیز بازداشت شد. بر اساس گزارش سایت‌های دولتی ایران، وی به دلیل رفتارهای تحریک‌آمیز در تظاهرات یکم اسفند ماه دستگیر شد.
یک برادر و خواهر به نام عرفان عرفانی و سانیه عرفانی توسط نیروهای امنیتی در ۱ اسفند مریوان بازداشت شدند.
به دنبال اعلام فراخوان تجمع و تظاهرات اول اسفند در چهارمحال و بختیاری برای شرکت مردم در تظاهرات ضدحکومتی، نیروهای امنیتی ۱۸ نفر به نام‌های عباس زارع، مجتبی کریمی، محمد کریمی، رضا فاضل، محمدعلی رحمانی، بهمن شفیعی، مرتضی ربعی، حسن نجفی، عبدالله محمدی، مصطفی کریم زاده، محمد کریم زاده، شهریار علیپور، علیرضا محسنی، اکبر احمدیان، رضا آقا بابایی، حسن الیاسی، محمد فاضلی و محمود مقدسی بازداشت شدند.
دو شهروند اهل سقز به نام هیوا خالدی به همراه خواهرش لطیفه خالدی در این روز توسط نیروهای امنیتی بازداشت شدند.
علی منصوری دانشجوی مهندسی شیمی دانشگاه فردوسی و محمد هرمززاده دانشجوی رشتهٔ مدیریت بازرگانی این دانشگاه عصر روز اول اسفند بازداشت و به مکان نامعلومی منتقل شدند.
صدری، استاد و عضو هیئت علمی دانشکده معدن و متالورژی دانشگاه امیرکبیر، نیز بازداشت شد.
حسن رضایی سخنگوی ستاد ۸۸ استان گلستان و رئیس شاخه جوانان جبهه مشارکت این استان است یکشنبه اول اسفند، هم‌زمان با فراخوان جنبش سبز برای تظاهرات سراسزی در گرگان بازداشت شد.
در شیراز نیز دست کم ۵۰ نفر دستگیر شدند. علی عسکری دانشجوی دانشگاه شیراز در ۱ اسفند ماه ۱۳۸۹ در شیراز توسط نیروهای امنیتی بازداشت شد. وی پیش از این نیز در ۱۳ آبان ماه ۱۳۸۸ همراه با شماری از دانشجویان شیراز بازداشت شده بود.
هم چنین قریب به ۱۵۰ تن از شهروندان معترض در شهر رشت توسط نیروهای امنیتی بازداشت شدند.
در جریان اعتراضات یک اسفند در بابل علی یزدان پناه و سارا باقری دو فعال دانشجویی دانشگاه صنعتی نوشیروانی بابل بازداشت شدند.
از دیگر بازداشت شدگان می‌توان به حبیب فرحزادی و سهراب جعفری دانشجویان دانشگاه تهران، علی صابری، احسان کاهوکار و محمد غفاریان دانشجویان دانشگاه فردوسی مشهد، بهنام مؤمنی، علی محبی، سینا جمولی، سعید ابریشمی دانشجویان دانشگاه خواجه نصیر، بهزاد ذبیحی در ساری، ایمان صدیقی فعال دانشجویی دانشگاه صنعتی نوشیروانی بابل، افشین طاهری آهنگساز در تهران، حسین سالمکار فعال دانشحویی دانشگاه صنعتی شریف فرهاد فتحی و سعید سکاکیان دو تن از فعالین دانشجویی قزوین، احمد نارکی و آرش نجبایی از طرفداران حزب نهضت آزادی و وحید رفیعی، جعفر گنجی و حاجیعلی کمالی و داریوش جلالی از دانشگاه یاسوج اشاره کرد.
فائزه هاشمی رفسنجانی فرزند هاشمی رفسنجانی نیز در جریان این تظاهرات در تقاطع خیابان فاطمی و خیابان ولیعصر بازداشت و ساعاتی بعد آزاد شد.
محمد صادقی، فرزند آیت‌الله صادق خلخالی نیز در حوالی میدان انقلاب دستگیر شد.
در نارمک تهران نیز حداقل ۳۰۰ نفر دستگیر شدند.
لباس شخصی‌های مستقر در خبرگزاری جمهوری اسلامی ایران، در راهپیمایی اول اسفند با کلاهخود و باتوم به شهروندانی که از میدان ولیعصر به سمت تقاطع فاطمی در حرکت بودند حمله و آنان را بازداشت و به درون ساختمان این خبرگزاری منتقل می‌کردند.
نیروهای امنیتی و دولتی ر روز اول اسفندماه، صدها شهروند معترض و حدوداً ۱۵۰۰ نفر در تهران را که قصد راهپیمایی و تجمع در تهران را داشتند، به صورت فله‌ای و گروهی بازداشت و به بازداشتگاه‌های مختلف از جمله پلیس امنیت سروش واقع در خیابان شریعتی انتقال داده شدند. بسیاری از بازداشت شدگان دیگر نیز در تهران به مقر موسوم به «فاتب» (فرماندهی انتظامی تهران بزرگ)، که «پلیس پیشگیری» در آن مستقر بوده و در خیابان کارگر در حوالی میدان انقلاب می‌باشد، منتقل شدند.

### واکنش‌ها و نتایج

#### واکنش‌های داخلی
- مجتبی واحدی سخنگوی مهدی کروبی در این روز دربارهٔ تظاهرات اول اسفند اعلام کرد: «بیش از توقع ما در نقاط مختلف تجمع برگزار شده و مردم شعار داده‌اند.»[۱۹۲]
- محمدرضا خاتمی، نایب رئیس مجلس ششم و برادر محمد خاتمی در این روز، در نامه‌ای سرگشاده به صادق لاریجانی، رئیس قوه قضائیه، با اشاره به موضع‌گیری وی علیه سران جنبش سبز، تأکید کرد که او و قوهٔ تحت مدیریتش به دلیل اظهارنظر و صدور حکم دربارهٔ پرونده‌ای که هنوز مفتوح است، دیگر صلاحیت رسیدگی به این پرونده را ندارند.[۱۹۳]
- کمپین سفارت سبز با صدور بیانیه‌ای در این روز اعلام کرد که احمد ملکی دیپلمات ارشد سرکنسولگری ایران در میلان – ایتالیا نیز به جنبش سبز ملت ایران پیوست.[۱۹۴]
- اردشیر امیرارجمند، مشاور میرحسین موسوی، دربارهٔ اعتراضات جنبش سبز در اول اسفند گفت: همان‌طور که پیش‌بینی می‌شد، فضای رعب و وحشتی که با حضور نیروهای لباس شخصی و یگان ویژه ایجاد کرده بودند، مانع تحقق سنت حسنه قدردانی از شهدا و نشان دادن مخالفت با استبداد، توسط مردم، نشد.[۱۹۵]
- مهدی خزعلی نیز در گفتگو با دویچه وله دربارهٔ این روز گفت: اول اسفند، تهران یک پادگان بزرگ نظامی بود.[۱۹۶]
- هم چنین کارکنان پالایشگاه آبادان در آستانه اول اسفند دست به اعتصاب زدند.[۱۹۷]
- پس از این تظاهرات، نیروهای بسیج و لباس شخصی به خانه مهدی کروبی از رهبران جنبش سبز حمله کرده و با بستن کوچه، شکستن شیشه‌های خانه و پرتاب سه نارنجک اقدام به تخریب خانه مهدی کروبی کردند و علی کروبی فرزند مهدی کروبی را دستگیر کردند.[۱۹۸][۱۹۹] مهدی کروبی پس از این حملات به خانه‌اش از محافظانش خواست خانه را ترک کنند و به آن‌ها گفت: «به آن‌ها بگویید یا باید با حکم قضایی و دادگاهی عادل وارد شوند یا جنازهٔ مرا از این خانه بیرون ببرند، و تا آخرین لحظه و قطرهٔ خون خواهم ایستاد.»[۲۰۰] او پیش از این روز نیز، در نامه‌ای به صادق لاریجانی رئیس قوه قضاییه نسبت به این حملات اعتراض کرده بود.[۲۰۱] مأموران امنیتی در ۲ اسفند ۱۳۸۹ پس از تخریب خانه مهدی کروبی، به داخل خانه هجوم آورده و چندین کتاب و سند را با خود برده و مهدی کروبی و همسرش فاطمه کروبی را در اتاقی محبوس و ارتباط آن‌ها را با بیرون قطع کردند.[۲۰۲]

#### واکنش‌های خارجی
- شبکه تلویزیونی سی ان ان در بخش اخبار ویژه خود، گزارشی از اعتراضات مردم ایران در اول اسفند ۱۳۸۹ پخش کرد.[۱۶۳]
- جورج سوروس در این روز در گفتگو با فرید زکریا در سی‌ان‌ان در مورد رژیم و اتفاقات ایران گفت رژیم ایران تا یکسال دیگر سرنگون می‌شود.[۲۰۳]
- نیویورک تایمز در گزارشی دربارهٔ حوادث اول اسفند ۱۳۸۹ نوشت که به گزارش وبسایت‌های مخالفان و شاهدان عینی، علی‌رغم حضور گسترده نیروهای امنیتی، و علی‌رغم بارانی بی‌وقفه، گروه‌های بزرگی از تظاهرکنندگان در سراسر تهران تجمع کردند.[۱۶۲]
- تلویزیون العربیه از تظاهرات اول اسفند نیز خبر داد: خیلی ساده می‌شود تصور کرد که بادهای تغییر که از تونس شروع شد و از مصر عبور کرد نمی‌تواند ایران را همان‌طوری‌که برخی از سران رژیم به آن عقیده دارند و برای آن ترویج می‌کنند، مستثنی کند.[۲۰۴]
- تلویزیون اسکای نیوز نیز از تظاهرات اول اسفند گزارش داد: در ایران امروز مخالفان دولت به اعتراض‌های بیشتری فراخوان داده‌اند. با ریختن مردم به خیابان‌ها، شاهدان، صحنه شلیک گاز اشک‌آور در خیابان ولیعصر و مقابل صداوسیما را گزارش کرده‌اند.[۱۶۷]
- تلویزیون الجزیره انگلیسی از تظاهرات اول اسفند نیز خبر داد: درایران تظاهرات شروع شده در چند ساعت گذشته صدای درگیریها بین تظاهر کنندگان و نیروهای امنیتی شنیده شده است.[۱۶۶]
- تلویزیون بی‌بی‌سی جهانی از تظاهرات اول اسفند نیز خبر داد: نیروهای امنیتی ایران در تلاش برای مقابله با تظاهرات ضد دولتی در خیابان‌ها مستقر شدند. فیلم‌های آماتوری کوتاهی از شیراز دریافت شده ولی وب سایت اپوزسیون همچنین مدعی شده که تظاهر کنندگان در چندین شهر دیگر از جمله در تهران تجمع کرده‌اند.[۱۶۶]
- تلویزیون دویچه وله آلمان از تظاهرات اول اسفند نیز خبر داد: ایران هم شاهد تظاهرات ضدحکومتی است. گزارش شده که یکی از تظاهر کنندگان کشته شده است. دولتهای اروپایی حکومت ایران را به احترام به آزادی بیان، حق تظاهرات آزاد و عدم بکارگیری زور در برابر مردم فراخواندند.[۱۶۶]
- تلویزیون رویترز از تظاهرات اول اسفند نیز خبر داد: صحنه‌هایی که گفته می‌شود مربوط به تظاهرات روز یکشنبه در تهران است، امروز بر روی سایت یوتیوب گذاشته شده است. در این تظاهرات مردم خطاب به خامنه‌ای شعار می‌دهند «مبارک، بن علی، نوبت سید علی».[۱۶۶]
- تلویزیون یورونیوز از تظاهرات اول اسفند نیز خبر داد: امروز صحنه‌های درگیری در ایران دیده شده است. دو سوم از جمعیت ۷۵ میلیونی ایران، زیر ۲۵ سال هستند و بیکاری در این کشور بیش از ۱۴درصد است. این صحنه‌ها تکرار حوادث ۲ سال پیش است. تکرار صحنه‌هایی که اعتراضات علیه رژیم در تهران با خشونت سرکوب گردیدند.[۱۶۶]
- خبرگزاری فرانسه در این روز از حضور ۱۵۰۰ عضو حزب‌الله لبنان، در سرکوب تظاهرات خبر داد.[۱۶۴]
- وال استریت ژورنال نیز در گزارشی دربارهٔ اعتراضات ۱ اسفند نوشت: شاهدان عینی به روزنامه وال استریت ژورنال گفته‌اند که پلیس ضد شورش و لباس شخصیها در خیابان‌ها صف کشیده‌اند و در چند مورد مستقیماً به سوی جمعیت آتش گشودند. در یک مورد آن‌ها یک ساختمان تجاری را تصرف کردند و از پشت بام آن به طرف تظاهرکنندگان گازاشک‌آور شلیک کردند. یک شاهد عینی دیگر به این روزنامه گفته که امروز خشونت‌آمیزترین اعتراضی بود که تا به حال بوده و مردم هم واقعاً عصبانی و بیباک بوده‌اند.[۱۴۷]
- سخنگوی دولت آلمان، اشتفان زایبرت در برلین نیز به سرکوب معترضان در ایران و تهدید رهبران جنبش سبز از سوی دولت اعتراض کرد.[۲۰۵]
- روزنامه الشرق الاوسط نیز دربارهٔ اعتراضات جنبش سبز در ۱ اسفند ۱۳۸۹ نوشت: معترضان شعار مرگ بر دیکتاتور و مرگ بر خامنه‌ای می‌دهند.[۱۶۵]
- تجمعاتی در بریتانیا، آمریکا، فرانسه، هند، آلمان، مالزی و ترکیه در حمایت از اعتراضات جنبش سبز در ۱ اسفند و ۲۵ بهمن ماه نیز برگزار شد.[۲۰۶]

## ۱۰ اسفند ۱۳۸۹
اعتراضات جنبش سبز در ۱۰ اسفند ۱۳۸۹ به مجموعه تظاهراتی گفته می‌شود که در شهرهای گوناگون ایران در روز ۱۰ اسفند ۱۳۸۹ اتفاق افتاده است. این اعتراضات به دعوت شورای هماهنگی راه سبز امید برای حمایت از میرحسین موسوی و مهدی کروبی و اعتراض به ادامه حصر خانگی‌ها و بازداشت آن‌ها صورت گرفته است.
این اعتراضات در شهرهای مختلف ایران نظیر تهران، شیراز، اصفهان، مشهد، کرج، سمنان، تبریز و کرمانشاه صورت گرفته است که میان معترضان و مأموران امنیتی یا مأموران لباس شخصی زد و خوردهایی رخ داده است.

### پیش زمینه
پس از اعتراضات جنبش سبز در ۲۵ بهمن ۱۳۸۹ و ۱ اسفند ۱۳۸۹ و حصر خانگی رهبران جنبش سبز، در اسفند ماه ۱۳۸۹ میرحسین موسوی ومهدی کروبی رهبران جنبش اعتراضی سبز، وب سایت کلمه، نزدیک به میرحسین موسوی، در خبری ادعا کرد که این دو به همراه همسران خود زهرا رهنورد و فاطمه کروبی به‌دست مأموران امنیتی حکومت دستگیر شده و به زندان حشمتیه تهران منتقل شدند. این خبر با اعتراض‌های زیادی از سوی احزاب و شخصیت‌های سیاسی مواجه شد. از جمله این واکنش‌ها می‌توان به مخالفت‌های جبهه مشارکت، مجمع روحانیون مبارز، سازمان مجاهدین انقلاب اسلامی، حزب اعتماد ملی، محمد خاتمی، احمد منتظری، ابوالحسن بنی صدر، شیرین عبادی، صانعی، دستغیب، موسوی اردبیلی، شبیری زنجانی، بیات زنجانی و علی مطهری با حصر خانگی رهبران جنبش سبز اشاره کرد.
شورای هماهنگی راه سبز امید و اردشیر امیر ارجمند و مجتبی واحدی مشاوران میرحسین موسوی و مهدی کروبی با انتشار بیانیه‌ای و در پاسخ به فراخوان جوانان، تشکل‌های سیاسی واجتماعی از مردم دعوت کرد تا در روز ۱۰ اسفند که هم‌زمان با شب تولد میر حسین موسوی است، در اعتراض به حصر و زندان خانگی غیرقانونی همراهان مردم ایران، از میدان امام حسین تا میدان آزادی در تهران و در بسیاری از میادین اصلی در شهرستان‌ها فریاد” یا حسین میرحسین”، ” یا مهدی، شیخ مهدی” را طنین انداز کنند.

#### الله اکبر شبانه
تعدادی از از مردم تهران در مناطق مختلف تهران نظیر نارمک، تهرانپارس، میرداماد، صادقیه، ونک، امیرآباد، پونک و سعادت آباد در شب قبل از روز دهم اسفند در ساعت ۱۰ شب در پاسخ به فراخوان برخی از رسانه‌های جنبش سبز، فریاد الله اکبر سر دادند.

### روز تظاهرات
در تهران این اعتراضات در ۱۰ اسفند ۱۳۸۹ در نقاط مختلف شهر نظیر میدان امام حسین، صادقیه، میدان ونک، میدان انقلاب، میدان آزادی، امیرآباد، خیابان انقلاب، خیابان آزادی، ستارخان، خیابان کارگر جنوبی، میدان رسالت، میدان توحید، خیابان آذربایجان، میدان فردوسی، خیابان نواب، خیابان بهبودی، خیابان ۱۶ آذر، چهارراه ولی عصر و بلوار کشاورز درگیری بین معترضان و نیروی انتظامی، نیروهای امنیتی، یگان ویژه، بسیج، سپاه و لباس شخصیها از ساعات ظهر تا غروب ادامه داشت.
در صادقیه بنر بزرگ علی خامنه ای در میدان صادقیه به آتش کشیده شد و نیروهای امنیتی به سوی معترضین حمله‌ور شدند و بنر علی خامنه ای را از دست مردم در حالی که نیم سوخته بود گرفتند که در این بین چندین نفر به شدت مضروب شدند؛ و چندین گوشی موبایل از مردم که در حال فیلمبرداری از این صحنه بودند گرفته شد.
هم چنین استادان و دانشجویان دانشگاه تهران کلاس‌های درس این دانشگاه را در اعتراض به دستگیری میرحسین موسوی و مهدی کروبی تعطیل اعلام کردند.
در نزدیکی میدان انقلاب دو خودروی ون نیروی انتظامی توسط معترضان به آتش کشیده شد.
در میدان انقلاب بین نیروهای امنیتی و معترضان درگیری ایجاد شد و نیروهای امنیتی اقدام به پرتاب گاز اشک‌آور کرده‌اند.
هم چنین در اتوبان نیایش معترضان عکس بزرگی از علی خامنه ای با عنوان «دیکتاتور به پایان سلام کن» نصب کردند.
در تقاطع خیابان خوش آزادی یکی از معترضان دو نارنجک را به سمت نیروهای امنیتی پرتاب کرد.
در این روز در تهران تقاطع اسکندری یک نفر دستگیر شد و معترضان به حمایت از او برخاستند. جو خیابان انقلاب به شدت امنیتی بود و مردم به سمت خیابان آزادی در حال حرکت بودند. هم چنین میدان انقلاب پر از جمعیت بود و ۳ نفر دستگیر شدند. همچنین در خیابان فرودسی مسیر خودروها را بسته شد و ماشین‌ها به‌طور ممتد بوق می‌زدند.
در مشهد، هزاران نیروی انتظامی و لباس شخصی در نقاط مختلف این شهر استقرار یافته بودند، شهروندان معترض در اطراف پارک ملت و دانشگاه فردوسی و سه راه راهنمایی مشهد در مجاورت میدان آزادی و هم چنین خیابان احمدآباد محدوده سه راه راهنمایی مشهد در پیاده‌روها تجمع نمودند.
عموماً در این تجمعات به علت فضای به شدت امنیتی شعاری سر داده نشده است. این در حالیست که نیروهای انتظامی و یگان ویژه در بعضی موارد به جمع‌های آرام مردم به منظور پراکنده کردن جمعیت حمله‌ور شدند.
هم چنین شاهدان عینی از بازداشت دست کم ده نفر از عابران و مردم مشهد در خیابان احمدآباد محدوده سه راه راهنمایی توسط نیروهای یگان ویژه که به خودروهای ون در کوچه‌های خیابان راهنمایی منتقل شدند، خبر دادند.
گفتنی است در موارد پیشین اعتراضات مردمی در مشهد، همه بازداشتی‌ها در ابتدا به بازداشتگاه اطلاعات ناجا واقع در کوی پلیس در منطقه رضا شهر مشهد منتقل شده‌اند و پس از بازجویی و بازپرسی در همین محل، تعدادی از بازداشت شدگان آزاد و تعداد دیگری به بازداشتگاه‌های اداره اطلاعات و اطلاعات سپاه مشهد منتقل شده بودند.
در تبریز تجمع کنندگان در میدان آبرسان از ابتدا با حمله مأموران لباس شخصی مواجه شدند.
این تجمع که تا پیش از تاریکی هوا ادامه داشت، منجر به درگیری‌های پراکنده بین مردم و نیروی‌های امنیتی و در نتیجه بازداشت تنی چند از معترضان شد.
در اصفهان نیز در خیابان‌های مرکزی این شهر درگیری‌هایی بین معترضان و نیروهای امنیتی صورت گرفت. در این روز معترضان اصفهانی یک دستگاه موتورسیکلت بسیج را در تقاطع خیابان حسین‌آباد و وحید به آتش کشیدند. اقدام آن‌ها با تشویق مردم و شعار الله اکبر آن‌ها روبرو شد. نیروهای امنیتی، بلافاصله برای جلوگیری از این حادثه و دستگیری معترضان به محل آمدند.
در یزد نیز دانشجویان دانشگاه آزاد این شهر در مقابل دانشگاه تجمع کردند و درگیری‌هایی بین نیروهای امنیتی و دانشجویان معترض رخ داد.
در شیراز نیز چندین هزار معترض در خیابان‌های ملاصدرا، نمازی و میدان علم به سر دادن شعارهایی مانند «مرگ بر دیکتاتور» پرداختند و درگیری‌هایی نیز بین مردم و نیروهای پلیس و لباس شخصی‌ها رخ داد و همچنین تعدادی از معترضان نیز توسط نیروهای امنیتی بازداشت شدند.
در اسلامشهر نیز تجمعات گسترده‌ای در اعتراض به حبس و ربودن رهبران جنبش سبز برگزار شد. در اطراف دانشگاه آزاد این شهر تجمعات پراکنده‌ای شکل گرفت و معترضان به سر دادن شعارهایی نظیر «مرگ بر دیکتاتور» و «موسوی و کروبی آزاد باید گردند» پرداختند. هم چنین گفته می‌شود که تعدادی از مردم و معترضان نیز بازداشت شدند وصدای تیراندازی شنیده شده است.
در بوشهر نیز در دانشگاه بوشهر در ۱۰ اسفند، دانشجویان برای اعتراض به تفتیش دانشجوها، تجمع کردند. همچنین دانشجویان برای اعتراض به انتقال سرویس‌ها به بیرون دانشگاه تظاهرات کردند.
در کرمانشاه نیز درگیری‌هایی بین نیروهای امنیتی و معترضان صورت گرفت. در این روز در خیابان نوبهار کرمانشاه بین معترضان و نیروی انتظامی درگیری رخ داد. همچنین درگیری‌های پراکنده‌ای در اطراف میدان فردوسی میان نیروی انتظامی و معترضان جریان داشت.
در رشت در خیابان مطهری و چهارراه میکائیل تجمعاتی صورت گرفت؛ و بیش از ۱۰۰ نفر در رشت دستگیر شدند.

### پوشش خبری
با شروع اعتراضات شبکه‌ها و رسانه‌های خبری زیادی مانند بی‌بی‌سی، آسوشیتدپرس، سی ان ان، رویترز، فاکس نیوز، رادیوفردا، الجزیره، دویچه وله، رسانه سبز ایران، توییتر، فیس بوک، صدای آمریکا و خبرگزاری فرانسه این تظاهرات را پوشش می‌دادند.

### قطع و اختلال خدمات مخابرات
کاهش پهنای باند اینترنت در کشور، قطع وی پی ان‌ها در تهران و و اختلال در خطوط تلفن همراه در بسیاری از نقاط تهران و شهرهای شیراز، مشهد و تبریز از موارد اختلال‌ها در این روز بود.

### شعارهای مردم
- یاحسین میرحسین
- یا مهدی، شیخ مهدی
- مرگ بر دیکتاتور
- نترسید، نترسید، مصر هم همینجوری بود
- مرگ بر اصل ولایت فقیه
- سید علی بدونه، بزودی سرنگونه
- مبارک، بن‌علی، نوبت سیدعلی[۲۲۸]
- استقلال، آزادی، جمهوری ایرانی
- جمهوری اسلامی، نمیخوایم، نمیخوایم[۲۲۹][۲۳۰]

### آسیب‌دیدگان و دستگیرشدگان
فخرالسادات محتشمی پور همسر مصطفی تاج زاده در جریان تظاهرات دهم اسفند در خیابان‌های تهران بازداشت شد.
مهندس کهنمویی از اعضای جبهه مشارکت آذربایجان شرقی در تجمع معترضان در حدود ساعت ۱۹ در فلکه دانشگاه تبریز بازداشت شد.
مهندس کهنمویی مسئول ستاد اصلاح‌طلبان آذربایجان شرقی و مسئول ستاد مهندس موسوی در تبریز بوده است.
در این روز مهسا امرآبادی، همسر مسعود باستانی و شهین جهادی، فعال مدنی در تهران نیز بازداشت شدند.
محمد طالبی، دانشجوی رشتهٔ مترجمی زبان انگلیسی و عضو انجمن اسلامی دانشگاه غیرانتفاعی خیام مشهد توسط نیروهای امنیتی در مشهد بازداشت شد.
هم‌چنین کمیته دانشجویی دفاع از زندانیان سیاسی، از بازداشت بالغ بر ۲۰۰ تن در درگیری‌های ۱۰ اسفند تهران خبر داد.
به گزارش رهانا، نیروهای امنیتی حدود ۳۰ نفر از معترضان را در خیابان فلسطین بازداشت و در کف خیابان خوابانده بودند و با کشیدن لباس‌های آنان روی سرشان، اقدام به ضرب و شتم آنان می‌کردند.
همچنین مأموران ماسک بر صورت، زنان و مردان بازداشت شده را سوار ون‌های مشکی رنگ کرده و آن‌ها را در حال سوار کردن و همچنین داخل ون به شدت مورد ضرب و شتم قرار می‌دادند.
هم چنین در این روز و قبل از آن در بیست و پنج بهمن در شیراز، محمد امین ایلانی (کارشناسی علوم سیاسی) رضا حبیبی (دانشجو بندر عباس)، هاشم عباس‌نژاد (کارشناس گرافیک)، امید بردبار (استاد دانشگاه پیام نور واحد فسا که به همراه همسرش دستگیر شده)، علیرضا ارشاد (کارمند روابط بین‌الملل دانشگاه دولتی شیراز)، شهاب توکلی (دانشجو)، احمد احمدی (دانشجوی دامپزشکی دانشگاه شیراز)، مسعود زارعی، مصطفی هریاری، مجید رستگار، یونس رستگار، حامد دهقان (دانشجو)، وجی الله فیروزی، احمد فداکار، علی علمی، حامدشیرازی (کارمند مخابرات)، سعید شیخی (دانشجو)، مهرداد حیدری (دانشجو)، شاهرخ حافظ‌زاده و پارسا بهمنی (خبرنگار روزنامه افسانه که قبل از انتقال به زندان نظام به مکان نامعلومی منتقل شد)
همچنین یک دختر نیز به طرزی خشونت‌بار بازداشت و تا ماشین ون روی زمین کشیده شد.
همچنین گزارش رسید که نیروهای امنیتی با حضور در میان مردم معترض، اقدام به شناسایی و سپس بازداشت بسیاری از آنان کردند. برخی از بازداشت شدگان به ساختمان خبرگزاری دولت جمهوری اسلامی (ایرنا) و مدرسه آیت‌الله سعیدی در خیابان انقلاب منتقل شده‌اند. همچنین در میدان هفت تیر، میدان ولی عصر، چهار راه ولی عصر، بلوار کشاورز، میدان انقلاب و همچنین مسیر انقلاب به آزادی صدها تن بازداشت شدند.
مأموران امنیتی در برخی از خیابان‌های منتهی به میدان انقلاب و خیابان آزادی بیش از ۲۰۰ تن را بازداشت کردند.
در رشت در خیابان مطهری و چهارراه میکائیل تجمعاتی صورت گرفت؛ و بیش از ۱۰۰ نفر در رشت دستگیر شدند.
۸ نفر در اثر تیراندازی نیروهای امنیتی در این روز در چهارراه ولی عصر زخمی شدند.

### بازتاب و واکنش‌ها

#### واکنش‌های داخلی
- پس از اعتراضات جنبش سبز در ۱۰ اسفند ۱۳۸۹ نمایندگان مجلس شورای اسلامی خواستار برخورد با موسوی و کروبی رهبران جنبش سبز شدند.[۲۳۸]
- مهدی خزعلی در گفت‌وگو با دویچه وله در رابطه با تظاهرات دهم اسفند گفت ۱۰ اسفند روز صدای پای ساکت مردم بود.[۲۳۹]

#### واکنش‌های خارجی
- به گزارش خبرگزاری فرانسه در تهران نیروهای امنیتی به‌طرف تظاهرکنندگان ضدحکومتی که شعار مرگ بر دیکتاتور سر می‌دادندگاز اشک‌آور شلیک کردند. بنا به این گزارش تظاهرکنندگان و نیروهای امنیتی در در نزدیکی دانشگاه تهران و برخی از بخش‌های پایتخت، از جمله میدان آزادی درگیر بودند. تظاهرکنندگان همچنین در نزدیکی میدان آزادی با نیروهای یگان ویژه درگیر شدند. خبرگزاری فرانسه همچنین از اعتراض در مشهد و دستگیری ده نفر خبر داد.
- خبرگزاری آلمان از تهران گزارش داد که برخورد نیروهای امنیتی با معترضان بسیار شدید است. این خبرگزاری به نقل از شاهدان عینی گزارش داده بیشترین درگیری میان معترضان و نیروهای امنیتی، در خیابان‌های اطراف دانشگاه تهران رخ داده است. شلیک پیاپی گاز اشک‌آور توسط نیروهای انتظامی در خیابان آزادی مانع تشکیل جمعیت معترضان شده است. معترضان از هر فرصتی برای شعار دادن استفاده می‌کنند. یک شهروند تهرانی به دویچه‌وله گفت که مردم شعار «مرگ بر دیکتاتور» سر می‌دهند. یک شاهد عینی به دویچه گفت که در خیابان آزادی در مقابل پارک اوستا نیروهای امنیتی یک زن را با شوکر الکتریکی مورد حمله قرار داده‌اند و مصدوم شده است.[۲۴۰]
- تلویزیون سی‌ان‌ان در بخش خبری ساعت ۱۸: طی ساعت‌های گذشته ما اخباری از شاهدان دریافت کرده‌ایم که درگیری‌هایی درتهران بوده است. ما حدود ۱۵دقیقه پیش با یک شاهد در خیابان آزادی گفتگو کردیم. وی گفت، در این خیابان درگیری میان نیروهای امنیتی و حدود ۲۰۰ تن از تظاهرکنندگان که شعار مرگ بر دیکتاتور می‌دادند، وجود داشته است. در همان خیابان، شاهدان گفتند، یک آخوند سوار بر موتورسیکلت بود که تظاهرکنندگان به وی حمله کردند و عبای او را پاره نمودند. یک وبسایت مخالفان نیز از شلیک گاز اشک‌آور در برابر دانشگاه تهران خبر داد. یک شاهد دیگر گفت، تهران به شکل یک پادگان نظامی درآمده است. هزاران تن از نیروهای امنیتی در چهارراه‌های اصلی به گشت زنی پرداخته‌اند.[۲۲۶]
- شبکه جهانی تلویزیون بی‌بی‌سی - بخش خبری ۱۹: گزارش‌ها از ایران حاکی است که میان تظاهرکنندگان و نیروهای امنیتی در نقاط مختلف تهران درگیری رخ داده است. شاهدان گفتند هزاران پلیس و شبه نظامیان بسیج به نقاط مختلف تهران اعزام شده و از گاز اشک‌آور و باتوم برای درهم شکستن تظاهرات استفاده می‌کنند.[۲۲۶]
- خبرگزاری رویترز: سایت کلمه گزارش داد که نیروهای امنیتی در ایران به سوی تظاهرکنندگان گاز اشک‌آور شلیک کردند. نیروهای امنیتی و لباس‌شخصی‌ها برای متفرق کردن تظاهرکنندگان با آن‌ها درگیر شدند.[۲۴۱]
- تلویزیون الجزیره انگلیسی در بخش خبری ساعت ۱۷: اوضاع امنیتی در ایران شدید شده است. گروه‌های مخالف علیه بازداشت رهبرانشان که به مدت دو هفته به اتهام سازماندهی غیرقانونی تحت بازداشت خانگی بودند، تظاهرات می‌کنند. گزارش‌ها حاکی است که نیروهای امنیتی آن‌ها را به محل نامعلومی منتقل کرده‌اند؛ ولی مقامات این را تکذیب کرده‌اند.[۲۲۶]
- آسوشیتدپرس: پلیس ایران برای متفرق کردن تجمعات اعتراضی از گاز اشک‌آور استفاده کرده و برخی ماشین‌هایی را که در حمایت از معترضان بوق می‌زدند مضروب کرده است.[۲۴۲]

## ۱۷ اسفند ۱۳۸۹
اعتراضات جنبش سبز در ۱۷ اسفند ۱۳۸۹ به مجموعه تظاهراتی گفته می‌شود که در روز ۱۷ اسفند ۱۳۸۹ اتفاق افتاده است. این اعتراضات که مقارن با هشتم مارس روز جهانی زن بود به دعوت شورای هماهنگی راه سبز امید برای حمایت از میرحسین موسوی و مهدی کروبی و اعتراض به وضعیت نامعلوم آن‌ها صورت گرفت.
این اعتراضات در شهر تهران صورت گرفت. در خیابان‌های مختلف شهرهایی نظیر تهران، بابل، شیراز و مشهد نیروهای ضد شورش به صورت گسترده مستقر شده بودند. که با بازداشت جمعی از مردم از جمله زنان به پایان رسیده است. این در حالی است که رئیس کل دادگستری استان تهران در مصاحبه‌ای گفته است آمار دقیقی از دستگیرشدگان ۱۷ اسفند ندارم.

## چهارشنبه‌سوری ۱۳۸۹
اعتراضات جنبش سبز در چهارشنبه‌سوری ۱۳۸۹، اعتراضاتی بود که در ۲۴ اسفند ۱۳۸۹ هم‌زمان با چهارشنبه‌سوری توسط هواداران جنبش سبز صورت گرفت. این اعتراضات به دعوت شورای هماهنگی راه سبز امید برای حمایت از میرحسین موسوی و مهدی کروبی و اعتراض به وضعیت نامعلوم آن‌ها صورت گرفت.
این اعتراضات در شهرهای مختلف ایران نظیر تهران، شیراز، سنندج، اصفهان، مشهد، کرج، سمنان، اراک، بروجرد، زاهدان، آبادان، تبریز، کرمانشاه، آمل،
بابل، سنندج، اهواز، رشت، مریوان، مهاباد و سردشت صورت گرفت که میان معترضان و مأموران امنیتی زد و خوردهایی رخ داد.

### پیش زمینه
پس از فراخوان شورای هماهنگی راه سبز امید برای برگزاری اعتراضات جنبش سبز در روز چهارشنبه‌سوری این فراخوان از سوی هواداران جنبش سبز حمایت شد.
پیش از چهارشنبه سوری این اعتراضات با تهدید مقامات نظامی و امنیتی جمهوری اسلامی ایران نظیر احمدرضا رادان و ساجدی نیا و برخورد با تجمعات و هنجارشکنان مواجه شد. علی خامنه ای و مکارم شیرازی نیز با فتواهایی حضور در این مراسم را حرام اعلام کردند. پیش از این احمد خاتمی در نماز جمعه تهران چهارشنبه سوری را خرافات دانست و خواستار برخورد با هنجارشکنان شد. هم چنین جعفری دولت‌آبادی، دادستان تهران تهدید کرد که در چهارشنبه سوری استفاده از مواد محترقه ممنوع است و خریداران و فروشندگان آن مجازات خواهند شد.

### اعتراضات
در تهران مناطقی نظیر تهرانپارس، صادقیه، سعادت آباد، نارمک، میدان ونک، میدان انقلاب و
میدان ولی عصر با حضور تعداد زیادی از مأموران امنیتی مواجه شد و درگیری‌هایی بین معترضان و مأموران امنیتی رخ داد.
پاساژهای اصلی تهران، در این روز به دستور مقام‌های امنیتی و انتظامی پایتخت تعطیل شده و سیمای شهر در حالت حکومت نظامی به خود گرفت و میدان‌های و تقاطع‌های اصلی، با حضور گسترده نیروهای انتظامی و شبه نظامی، وضعیت فوق‌العاده یافت. همچنین در ادامه تهدیدها و فشارهای حاکمیت و هراس جمهوری اسلامی از چهارشنبه سوری سبزها، و حضور اعتراضی آن‌ها در آخرین سه شنبه سال، رئیس پلیس راهنمایی و رانندگی تهران بزرگ از ممنوعیت تردد موتورسیکلت‌ها از ساعت ۱۶ این روز در پایتخت خبر داد. سرتیپ حسین رحیمی، از برخورد قاطع و بدون اغماض با رانندگانی که هنجارشکن معرفی شان کرده، خبر داده و گفته بود «مأموران راهنمایی و رانندگی، از ساعت ۱۴ امروز برای تسهیل در عبور و مرور شهروندان آماده باش هستند و با خودروهایی که مسیر تردد مردم را مسدود کنند، به‌طور جدی برخورد می‌نماید.» گزارش منابع حقوق بشری نیز حاکی از آن است که در پی درگیری‌های به وجود آمده در شرق تهران، ده‌ها تن از شهروندان توسط مأموران امنیتی همراه با ضرب و شتم شدید بازداشت شدند. با وجود آرایش پادگانی در نقاط مختلف شرق تهران و حضور ده‌ها خودرو و موتور سوار نیروی انتظامی و بسیج و لباس شخصی‌ها، مراسم شب چهارشنبه سوری در میدان‌های صدگانه نارمک برگزار شد. از غروب سه شنبه، نیروهای امنیتی سعی در مقابله با مردم داشتند و در برخی از میدان‌های نارمک موفق به پراکنده کردن مردم شدند. اما با تاریک شدن هوا بر شمار مردم و جوانان افزوده شد و آتش‌های بزرگ در وسط یا کناره میدان‌ها همراه با نور افشانی جوانان نشان از آمادگی گسترده مردم بر برگزاری مراسم به هر قیمتی داشت. در نهایت بناچار و به تدریج نیروهای امنیتی مجبور به نظاره‌گری شدند و در میانه این مراسم، مردم به ویژه جوانان با صدای یاحسین میرحسین، الله اکبر و مرگ بر دیکتاتور، اعتراض خود را به ادامه حصر و بی‌خبری از رهبران جنبش سبز اعلام داشتند."
هم چنین در این روز صدای بلند مرگ بر دیکتاتور، الله اکبر و سایر شعارها، موجب وحشت نیروهای حاضر شد و در برخی موارد با گرفتن عکس و فیلم، سعی در ترساندن مردم را داشتند که با بی اعتنایی مردم هر لحظه بر شدت صداها افزوده می‌شد، هم‌زمان موج خیابان، به پشت بامها کشیده شد و گروهی به شعار دادن علیه حکومت پرداختند. هم چنین معترضان در اتوبان مدرس تصویر بزرگی علی خامنه ای با عنوان دیکتاتور به پایان سلام کن را نصب کردند. معترضان در این روز هم چنین عکس‌هایی از علی خامنه‌ای را به آتش کشیدند. هم چنین در این روز گروهی از زندانیان محکوم به اعدام در زندان قزلحصار دست به اعتراض زدند که نزدیک به ۸۰ نفر آن‌ها در درگیری با مأموران زندان کشته شدند.
به گزارش ارگان خبری مجموعه فعالان حقوق بشر در ایران، ده‌ها تن از شهروندان در میدان والفجر (شرق تهران)، توسط نیروهای گارد ویژه دستگیر و به ماشین‌های مخصوص نیروهای گارد وِیژه (ون‌های سیاه رنگ) منتقل به صورت تحقیرآمیزی توسط مأموران «کف خواب» شدند. احمدرضا رادان، جانشین فرمانده کل نیروی انتظامی، با حضور در سیمای جمهوری اسلامی، از بازداشت چندین تن که به ادعای وی «رفتار مخاطره‌آمیز» داشتند، خبر داد. هم چنین در این روز مأموران امنیتی اقدام به بستن تمامی مغازه‌ها و پاساژهای مناطق افسریه و شهرک‌های اطراف آن نمودند.
همزمان شاهدان عینی گفته‌اند در نارمک و فلکهٔ اول تهران پارس درگیری شدیدی رخ داده و در خیابان ۱۵۴ تهرانپارس و همچنین فلکه سوم، نیروهای امنیتی اقدام به سرکوب شدید جوانان و پرتاب گاز اشک‌آور به سمت آن‌ها نمودند. در خیابان سلسبیل چند موتور نیروی انتظامی توسط معترضان به آتش کشیده شد.
در فیلم‌ها و ویدئوهای ارسالی معترضان، شعارهایی مانند «مرگ بر دیکتاتور» و «دیکتاتور حیا کن کشورم رو رها کن» شنیده می‌شود.
هم چنین معترضان در دیگر شهرهای ایران نظیر شیراز، اصفهان، مشهد، کرج، سمنان، اراک، بروجرد، تبریز، کرمانشاه، سنندج، اهواز، رشت، مریوان، مهابادو سردشت با شعار و تجمعاتی دست به اعتراض زدند.
در شیراز معترضان شیرازی به سمت میدان آزادی حرکت را شروع کردند و تجمعات شکل گرفت و
نیروهای سرکوب در شیراز برای دستگیری مردم وارد شدند. در خیابان ملاصدرا و میدان قاضی نیز هم‌زمان صدای انفجار به گوش می‌رسد.
در رشت عمده تجمع مردم در خیابان مطهری و خیابان گلسا بود؛ که با حمله نیروهای امنیتی در این مراسم مواجه شد.
در قم نیز در این روز اعلام شد مغازه‌های این شهر دزر صورت بازبودن پلمپ می‌شوند و درگیری‌هایی بین معترضان و نیروهای امنیتی رخ داد.
در شاهین شهر اصفهان نیز درگیری شدید بین معترضان و نیروهای امنیتی در خیابان فردوسی و مخابرات اتفاق افتاده و پلیس چندبار شلیک هوایی کرد.
فضای شهر بابل به خصوص در محله‌های خورشیدکلا- امیرکبیر- میدان اوقاف - خیابان شریعتی به شدت امنیتی بود طوری‌که در بعد از انتخابات سال گذشته تا کنون، شهرستان بابل به این اندازه امنیتی نشده بود. این گزارش افزود "نیروهای یگان ویژه در این شهر از ساری به بابل اعزام شده بودند و امروز عملاً کنترل وضعیت امنیتی شهر بابل مستقیماً از ساری کنترل می‌شد."
همچنین نیروهای انتظامی با موتور، سپاه با لباس خاکی و بسیجی که هیچ‌کدام آن‌ها چهره آشنایی برای مردمان این شهر نداشتند امروز کاملاً شهر را تحت کنترل شدید امنیتی قرار دادند.
در ادامه آمده است "از غروب سه شنبه درگیری شدیدی میان نیروهای یگان ویژه و مردم شکل گرفت تا حدی که این درگیری‌ها تا کمربندی غربی ادامه داشت و همراه با شعارهای: یاحسین میرحسین - مرگ بر دیکتاتور به‌طور ممتد ادامه یافت. همچنین شامگاه سه شنبه، در خیابان امیرکبیر و کمربندی غربی توحید ۳۶، درگیری‌ها به شدت میان مردم و نیروهای گارد ویژه تداوم یافت و تعدادی زیادی از جوانان در این رابطه بازداشت شدند.
در آمل "تجمع چندهزار نفری"، "خواندن سرود یاردبستانی" و "درگیری نیروهای بسیج" گزارش شد و خاطرنشان گردید "چندهزار نفر از مردم آمل یکی از تجمعات اصلی را در طول خیابان هراز این شهر برگزار کردند که با حضور گسترده نیروهای انتظامی، پلیس ضد شورش و نیروهای بسیج همراه بود.
در این تجمع بارها سرود "یار دبستانی من" توسط جوانان این شهر خوانده شد. نیروهای بسیجی لباس شخصی نیز چندین بار به صفوف مردم هجوم آوردند که با واکنش متقابل مردم مورد ضرب و شتم قرار گرفته و درگیری‌های مختلفی روی داد. نیروهای بسیج در این درگیری‌ها از افشانه فلفل و باتوم فنری برای حمله به مردم استفاده می‌کردند. پس از چند ساعت این تجمع با بازداشت چند نفر و هجوم پلیس ضد شورش و نیروهای انتظامی به پایان رسید…"
در سبزوار نیز، گزارش‌ها حاکی از آن بود که نیروی انتظامی در اطلاعیه سراسری تمامی اصناف را از ساعت دو بعد از ظهر تعطیل کرد وهمچنین تردد هرگونه موتور سیکلت (مانند تهران) در این شهرستان ممنوع شد و عده‌ای هم که در حال تردد بودند توسط مأموران توقیف گردیدند.
در شهر قروه کردستان نیز تجمعات اعتراضی شکل گرفت، که بنا به گزارش جرس، جمعی از شهروندان در میدان جانبازان این شهر جمع شده و در حالیکه آتش بسیار بزرگی برافروخته بودند، با سر دادن شعارهای «یا حسین میرحسین» و «مرگ بر دیکتاتور» اعتراضات خود را نشان دادند. این تجمعات در حالی صورت گرفت که حضور نیروهای انتظامی و امنیتی و لباس شخصی در میان مردم چشمگیر بود.
در شهر کرمانشاه نیز حضور نیروهای انتظامی و امنیتی گسترده توصیف شد، اما جوانان این شهر در مناطق "نوبهار، چهار راه سی متری، مسکن، مصدق، دولت آباد، بلوار، میدان آزادگان، مصدق و کسری اقدام به برافرختن آتش کرده‌اند. گزارشهای متعددی نیز از سر دادن شعار "مرگ بر دیکتاتور" در برخی از این مناطق حکایت داشت. هم چنین در شهرهای مهاباد، مریوان، سردشت و کامیاران نیز نیروهای امنیتی و یگان ویژه در مناطق حساس این شهرها مستقر گردیده بودند، اما معترضان کرد این شهرها در خیابان‌ها و کوچه‌ها اقدام به آتش زدن لاستیک و شعارهای ضد حکومتی کردند.
همچنین در سنندج چندین هزار نفر از شهروندان کرد سنندجی همچون سال‌های گذشته در «گردنه صلوات آباد» سنندج تجمع کرده و اقدام به برافروختن آتش چهارشنبه سوری کرده و به صورت گروه‌های بزرگ به پایکوبی پرداختند و شعارهایی علیه وضع موجود سر دادند.
در مناطق مختلف نیروهای یگان ویژه در جهت ایجاد فضای رعب و وحشت، در خیابان‌های این شهر اقدام به قدرت نمایی کرده‌اند و با توسل به زور تعدادی از کسبه را مجبور به تعطیل کردن مغازه‌هایشان کرده بودند، اما با مخالفت مردم مواجه شدند.

#### شعارها
- مرگ بر دیکتاتور
- مرگ بر اصل ولایت فقیه
- یا حسین میرحسین
- مبارک، بن‌علی، نوبت سیدعلی[۲۷۶]

### آسیب‌دیدگان و بازداشت‌شدگان
معاون نیروی انتظامی تهران از بازداشت حدود ۵۰۰ نفر از معترضان در تهران خبر داد. هم چنین یکی از معترضان به نام بهنود رمضانی در تهرانپارس تهران در این روز کشته شد.

## ۲۲ خرداد ۱۳۹۰
اعتراضات جنبش سبز در ۲۲ خرداد ۱۳۹۰ به مجموعه تظاهراتی گفته می‌شود که در روز ۲۲ خرداد ۱۳۹۰ اتفاق افتاد. این اعتراضات مقارن با دومین سالگرد انتخابات ریاست جمهوری ایران (۱۳۸۸) بود و به دعوت شورای هماهنگی راه سبز امید صورت گرفت. این تظاهرات از سوی شورای هماهنگی راه سبز امید، راهپیمایی سکوت نام گرفت.
این اعتراضات در شهرهای مختلف ایران نظیر تهران، شیراز، قزوین، رشت، اصفهان، اهواز، مشهد، تبریز و بابل صورت گرفت که میان معترضان و مأموران امنیتی، لباس شخصی، یگان ویژه ناجا، نیروی انتظامی و بسیج زد و خوردهایی رخ داد. این اعتراضات اولین تظاهرات جنبش سبز در سال ۱۳۹۰ بود.

### پیش زمینه
اردشیر امیرارجمند، مجتبی واحدی (مشاوران میرحسین موسوی و مهدی کروبی)، جبهه مشارکت، سازمان مجاهدین انقلاب اسلامی ایران، حزب اعتماد ملی و جمعی از فعالان جنبش سبز در بیانیه‌هایی جداگانه خواستار حضور هواداران جنبش سبز در ۲۲ خرداد ۱۳۹۰ در دومین سالگرد انتخابات ریاست جمهوری ایران (۱۳۸۸) شدند.
اسماعیل احمدی‌مقدم در رابطه با اعتراضات جنبش سبز در ۲۲ خرداد ۱۳۹۰ گفت: برای برخورد با اغتشاش گران همیشه آماده است. هم چنین احمدرضا رادان جانشین فرمانده نیروی انتظامی، در آستانه ۲۲ خرداد از آغاز طرح برخورد با بدحجابی در نیمه دوم خرداد ماه خبر داد.

### روز تظاهرات
در ۲۲ خرداد ۱۳۹۰ در تهران اعتراضات و تجمعاتی در نقاط مختلف شهر رخ داد. این اعتراضات در نقاط مختلف تهران به ویژه در خیابان ولی عصر و در مناطقی نظیر میدان ولی عصر، میدان ونک، میدان فاطمی، میدان تجریش، میدان فلسطین، خیابان طالقانی، عباس‌آباد، بلوار کشاورز و چهارراه ولی عصر اتفاق افتاد و مغازه داران این مناطق از سوی مأموران امنیتی مجبور به تعطیل کردن مغازه‌های خود شدند. در حوالی پارک ساعی، میدان ونک، میدان ولی عصر و میدان فاطمی ده‌ها نفر دستگیر شدند و درگیری‌هایی بین معترضان و مأموران امنیتی، لباس شخصی، یگان ویژه ناجا، نیروی انتظامی و بسیج رخ داد.
هم چنین در فلکه سوم کیانپارس شهر اهواز درگیری‌هایی میان نیروهای امنیتی و معترضان به وقوع پیوست.
در این روز در دانشگاه صنعتی نوشیروانی بابل نیز نیروهای امنیتی حضور گسترده‌ای داشتند.
در تبریز نیز معترضان با سر دادن شعارهایی در اطراف دانشگاه تبریز دست به اعتراض زدند.
در مشهد نیز در خیابان راهنمایی این شهر چند نفر از معترضان دستگیر شدند.
در قزوین نیز در خیابان عارف این شهر تعدادی زیادی از نیروهای لباس شخصی و امنیتی حضور داشتند.
در شیراز نیز در این روز در حد فاصل چهار راه ملاصدرا-میدان نمازی معترضان دست به تجمع زدند.

#### دستگیرشدگان
در خیابان ولی عصر تهران و در حوالی پارک ساعی، میدان ونک، میدان ولی عصر و میدان فاطمی چند صد نفر از معترضان دستگیر و به داخل اتوبوس‌های از پیش تعیین شده، منتقل شدند.

### واکنش‌ها

#### واکنش‌های داخلی
- محمدتقی رهبر امام جمعه موقت اصفهان و نماینده مجلس، این تظاهرات را تخریبی و لشکرکشی خیابانی نامید.[۲۹۲]
- اسماعیل احمدی‌مقدم پس از اعتراضات جنبش سبز در ۲۲ خرداد ۱۳۹۰ گفت: دولت با نیروی انتظامی همکاری نمی‌کند.[۲۹۳]
- خبرگزاری‌های دولتی جمهوری اسلامی ایران، در این روز از ایجاد ترافیک سنگین، تجمعات و حضور پرشمار نیروهای امنیتی در تهران خبر دادند.[۲۹۴][۲۹۵]
- شورای هماهنگی راه سبز امید نیز از هواداران جنبش سبز برای ادامه اعتراضات در روزهای ۲۵ و ۲۶ خرداد ماه ۱۳۹۰ دعوت کرد.[۲۹۶]

#### واکنش‌های خارجی
- شبکه‌های الجزیره، العربیه، رویترز، سی ان ان، بی‌بی‌سی و صدای آمریکا این تظاهرات را پوشش دادند.[۲۸۱][۲۸۲][۲۹۷][۲۹۸]
- روزنامه گاردین نیز از دستگیری معترضان و درگیری میان معترضان و نیروهای امنیتی خبر داد.[۲۹۹]
- ویدئوی اعتراضات جنبش سبز در ۲۲ خرداد ۱۳۹۰ در تهران
- ویدئوی اعتراضات جنبش سبز در ۲۲ خرداد ۱۳۹۰ در رشت
- ویدئوی اعتراضات جنبش سبز در ۲۲ خرداد ۱۳۹۰ در تهران
- ویدئوی اعتراضات جنبش سبز در ۲۲ خرداد ۱۳۹۰ در تهران
- ویدئوی اعتراضات جنبش سبز در ۲۲ خرداد ۱۳۹۰ در تهران
- ویدئوی اعتراضات جنبش سبز در ۲۲ خرداد ۱۳۹۰ در تهران در یوتیوب
- ویدئوی اعتراضات جنبش سبز در ۲۲ خرداد ۱۳۹۰ در تهران در یوتیوب
- گزارش لحظه به لحظه از اعتراضات جنبش سبز در ۲۲ خرداد ۱۳۹۰ در ایران
- ویدئوی پیام گروه آنونیموس در حمایت از اعتراضات جنبش سبز در ۲۲ خرداد ۱۳۹۰
- ویدئوی اعتراضات جنبش سبز در ۲۲ خرداد ۱۳۹۰ در تهران در یوتیوب